# Lubúsquia
Voivodia da Lubúsquia (em polonês/polaco: województwo lubuskie) é uma unidade da divisão administrativa da Polônia e uma das 16 voivodias. Está localizada na parte oeste do país, criada em 1999 como resultado de uma reforma administrativa. É formada pela maior parte territorial das anteriores voivodias de Gorzów e Zielona Góra e uma pequena parte da de Leszno, e funcionando desde 1 de janeiro de 1999. A sede do voivoda é Gorzów Wielkopolski e da voivodia, Zielona Góra.
Faz fronteira ao norte com a voivodia da Pomerânia Ocidental, ao leste com a voivodia da Grande Polônia, ao sul com a voivodia da Baixa Silésia, e a oeste com a Alemanha. Segundo dados de 31 de dezembro de 2022, ela abrange uma área de 13 988 km² e sua população é de 979 976 habitantes (o que a torna a segunda menor voivodia da Polônia em número de habitantes, depois da voivodia de Opole). Possui a maior cobertura florestal do país.
O nome da voivodia vem da região histórica − Terra da Lubúsquia. A voivodia consiste dos territórios de quatro regiões históricas: Lubúsquia, Baixa Silésia, Grande Polônia e Baixa Lusácia. Apesar do nome, ela não contém Lubúsquia, porque esta cidade está localizada no território alemão.

## História

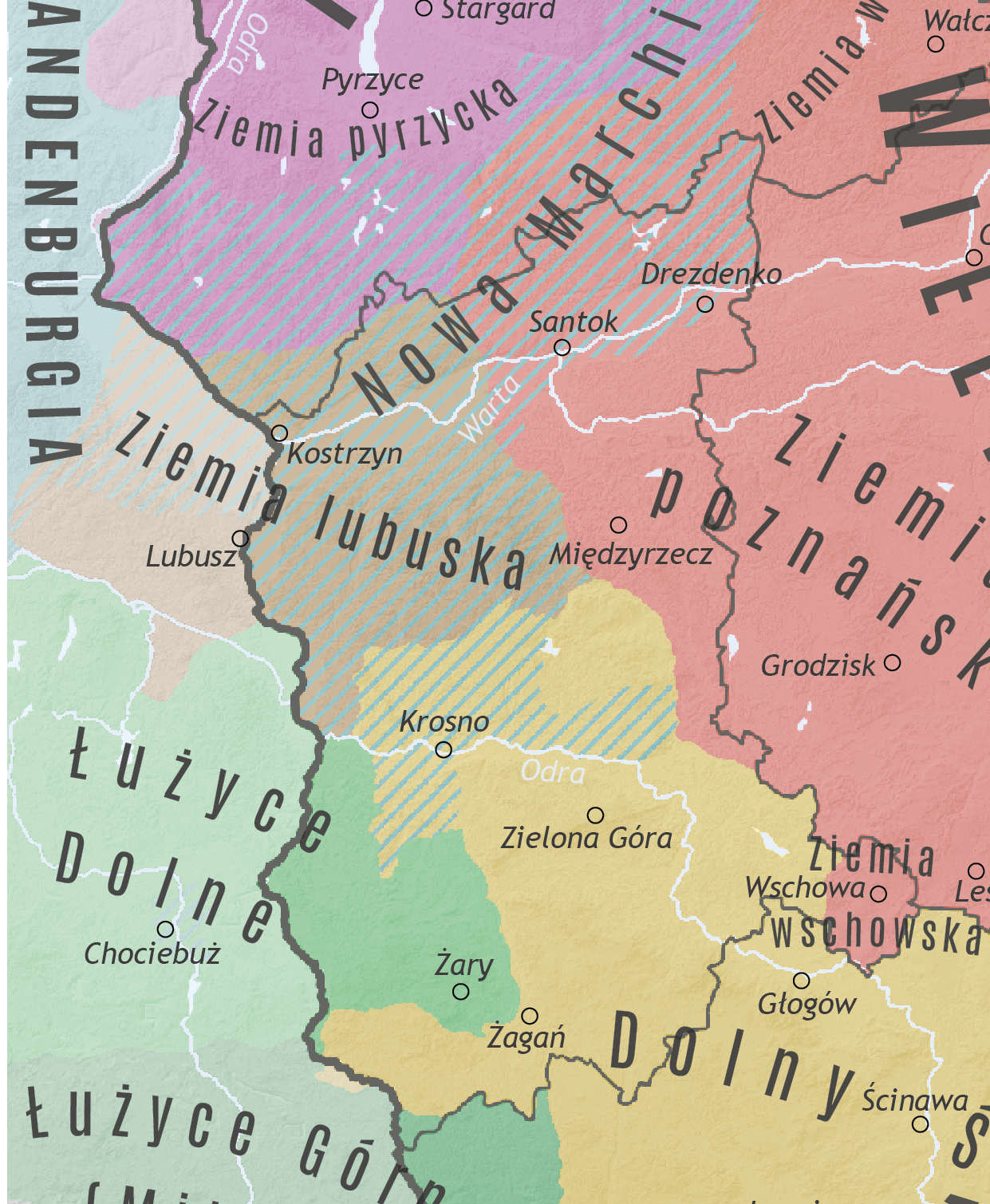
Regiões históricas da voivodia da Lubúsquia no contexto das fronteiras administrativas contemporâneas

### 1945–1998
Em 6 de julho de 1950, como resultado da reforma administrativa, a voivodia de Zielona Góra foi criada a partir da parte ocidental da voivodia de Poznań e parte da voivodia da Breslávia, coincidindo aproximadamente com as fronteiras da atual voivodia da Lubúsquia (incluía as terras históricas da Baixa Silésia, Baixa Lusácia, oeste da Grande Polônia e parte oriental da região da Lubúsquia). A reforma administrativa de 1975 levou à divisão da antiga voivodia de Zielona Góra na voivodia de Gorzów e na nova voivodia de Zielona Góra, que existiu até 31 de dezembro de 1998.

### Reforma de 1998
Segundo o projeto original da reforma, do professor Michał Kulesza, as antigas voivodias de Gorzów e Zielona Góra seriam divididas entre as voivodias da Pomerânia Ocidental (Gorzów Wielkopolski), Baixa Silésia (Zielona Góra) e Grande Polônia. Isso encontrou oposição das autoridades regionais existentes, que em resposta começaram a desenvolver documentos justificando a existência continuada das voivodias de Gorzów e Zielona Góra, e no caso de Zielona Góra esta tarefa foi realizada pela chamada equipe de argumentos, nomeada pelo voivoda Marian Miłek, enquanto em Gorzów Wielkopolski, a defesa do conceito de 25 voivodias, incluindo a voivodia de Gorzów, foi tratada pela Associação Regional de Gorzów.
Em 10 de fevereiro de 1998, uma reunião de 17 representantes da voivodia de Gorzów e 14 representantes da voivodia de Zielona Góra ocorreu na prefeitura de Międzyrzecki para discutir uma possível cooperação entre as duas partes no campo da defesa de suas unidades. Durante a reunião, foi discutida a forma da futura voivodia comum, embora a maioria dos representantes do lado de Gorzów preferisse a visão de ter uma voivodia separada de Gorzów (no caso dos residentes de Zielona Góra, houve unanimidade quanto à criação de uma voivodia conjunta). Foi também nesta reunião que foi proposta pela primeira vez a divisão de competências, consistindo na localização do gabinete da voivodia em Gorzów, e do sejmik com o gabinete do marechal em Zielona Góra.

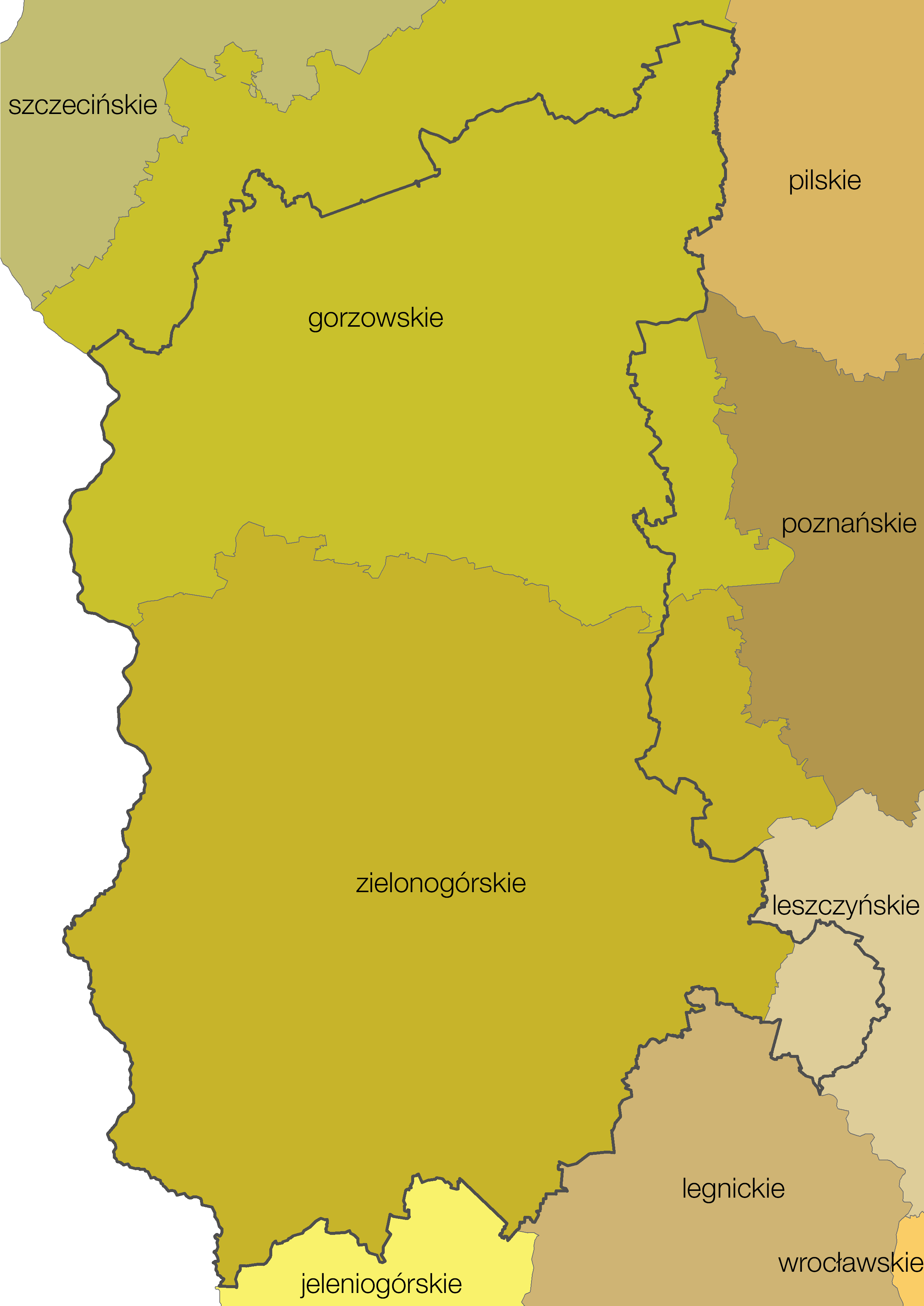
Voivodias de 1975–1998 com a fronteira da atual voivodia da Lubúsquia

Em 4 de março de 1998 (segundo outras fontes, em 25 de fevereiro de 1998), foi criada a Associação para a Promoção e Fundação da Voivodia da Lubúsquia, cujo objetivo também era convencer as autoridades de Varsóvia da ideia da criação de uma voivodia independente no centro-oeste da Polônia, bem como para promover eventos que ocorrem na região. A organização tinha 167 membros e Stanisława Czereda tornou-se seu presidente.
A segunda reunião importante de políticos locais foi a reunião de 18 parlamentares regionais em Paradyż (hoje Gościkowo), que terminou com a assinatura do chamado Acordo de Paradyż ou Acordo de Zielona Góra-Gorzów. Este acordo foi uma manifestação multipartidária de apoio à ideia da criação da voivodia da Lubúsquia, baseada em argumentos como o potencial econômico da região, sua coesão infraestrutural, o sentimento de identidade regional e a capacidade de ambas as futuras capitais da voivodia para dividir tarefas e cooperar umas com as outras.
Em 31 de maio de 1998, em resposta a uma declaração repentina da administração parlamentar e dos comitês do governo local sobre aderir ao conceito de criar apenas 12 voivodias, a Associação para a Promoção e Criação da Voivodia da Lubúsquia, com a ajuda de seus membros e jovens dispostos, organizaram um bloqueio da estrada internacional Poznań-Świecko, da passagem de fronteira Gubin-Guben e da estrada perto de Świebodzin. Durante o protesto, os manifestantes carregavam faixas com slogans como “O governo nos divide como colonos na África”, “Unia Wolności hospeda demais”, “AWS é anti-Lubúsquia”, “Perguntamos a Buzka, onde fica a Terra da Lubúsquia?”, ou “a Terra da Lubúsquia cumprimenta o primeiro-ministro Buzek”. Além disso, até 2 de junho, foi possível coletar de 110 a 120 mil assinaturas no projeto de lei de cidadania da Associação, o que comprova o apoio em massa à criação da voivodia (foi o primeiro documento cívico na Terceira República da Polônia que conseguiu ultrapassar o limite exigido de 100 mil assinaturas).
No final das contas, o governo se mostrou incapaz de realizar seu projeto (devido ao veto do presidente) e tornou-se necessário criar outras voivodias, incluindo Lubúsquia. Seu nome vem da cidade histórica de Lubusz (atualmente: Lebus na Alemanha), que foi o centro administrativo e cultural da terra de Lubusz na Idade Média, incluindo a sede da diocese de Lubusz. Os próprios alemães chamam a terra de Lubusz de Lebuser Land ou Neumark (Nova Marca), ou menos frequentemente Ostbrandenburg (Leste de Brandemburgo).
Em 20 de novembro de 1998, o primeiro marechal da voivodia da Lubúsquia, Andrzej Bocheński, recebeu o ato de fundação da voivodia da Lubúsquia no Palácio Belweder do presidente Aleksander Kwaśniewski, assinado no mesmo dia.

## Geografia

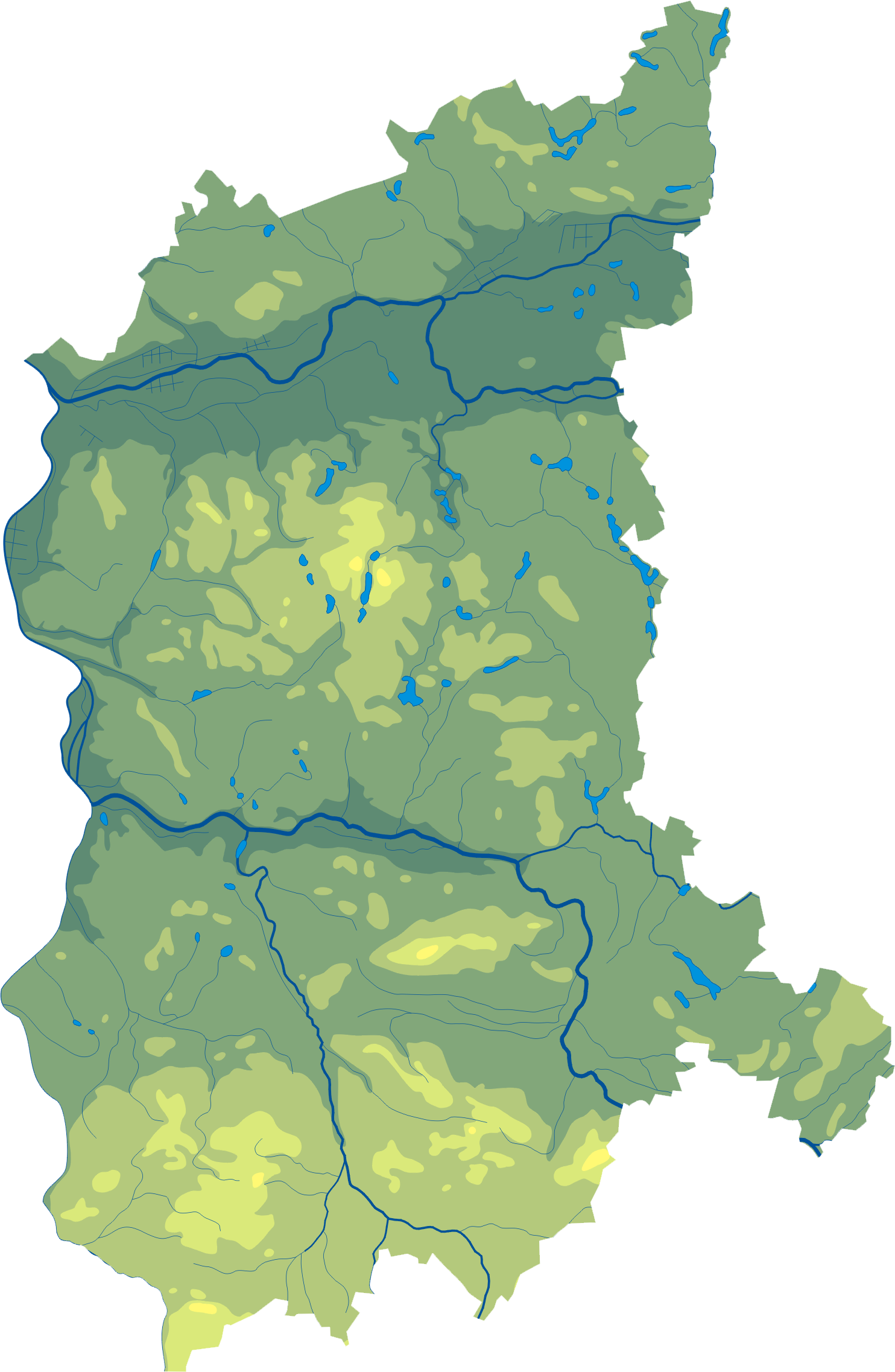
Mapa físico da voivodia

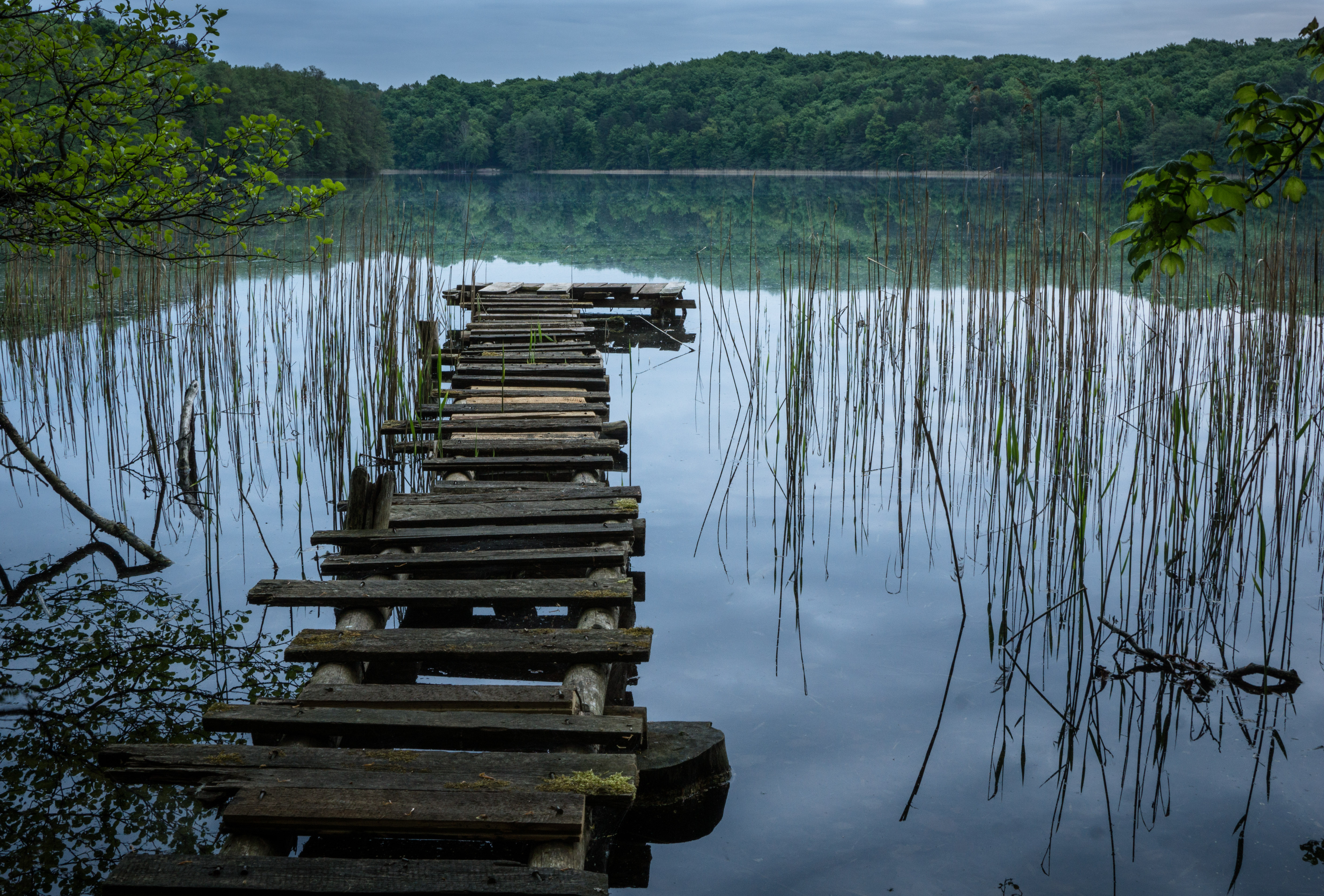
Lago Trześniowskie na região dos lagos Łagów

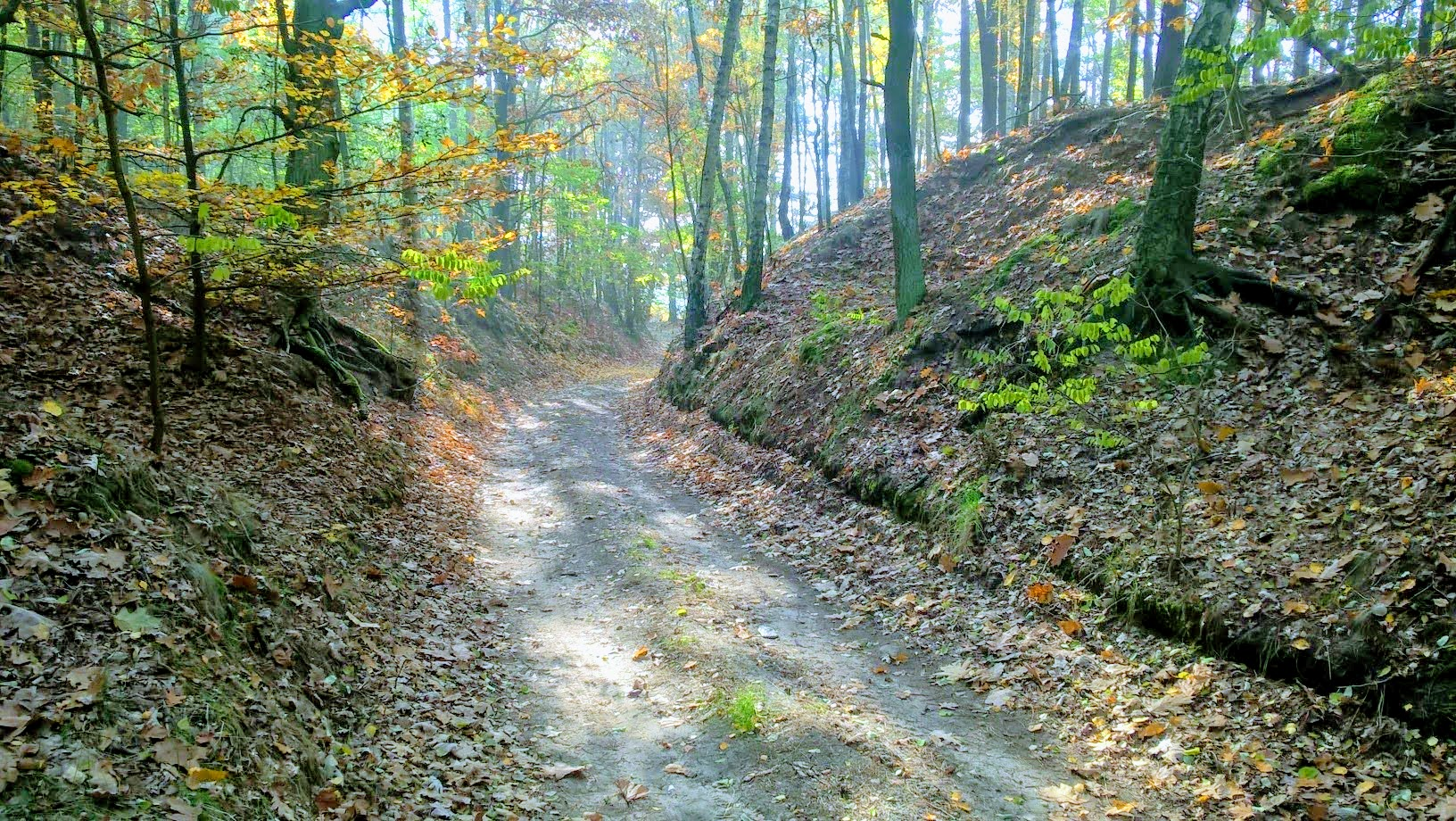
Desfiladeiros de Wiechlicko-Cieciszów na comuna de Szprotawa

Segundo dados de 31 de dezembro de 2021, a área da voivodia era de 13 988 km², o que representa 4,5% da área da Polônia.
A cobertura florestal da voivodia é superior a 49%. Segundo os dados de 31 de dezembro de 2021 na voivodia da Lubúsquia, as florestas cobriam uma área de 690,2 mil ha., que representava 49,3% de sua área. A maior taxa de cobertura florestal foi encontrada nos seguintes condados: Krośnieński (60,2%), Sulęcin (55,5%) e Żarski (54,0%), enquanto a menor foi na cidade de Gorzów Wielkopolski (4,4%) e nos seguintes condados: Nowa Sól (39,2%) e Wschowski (39,3%). 4,6 mil hectares de florestas estavam dentro de parques nacionais.

### Localização administrativa
A província está localizada no oeste da Polônia e faz fronteira com:
- Alemanha (com os estados federais de Brandemburgo e Saxônia) – por uma extensão de 195,6 km a oeste e com as seguintes voivodias:
- Baixa Silésia – por uma extensão de 224,4 km ao sul
- Grande Polônia – por uma extensão de 278,3 km a leste
- Pomerânia Ocidental – por uma extensão de 206,2 km ao norte

### Localização geográfica física
O sistema de depressões alternadas dos vales proglaciais e cinturões montanhosos criados como resultado da última glaciação é característico das paisagem da voivodia. Seu alcance é determinado por uma linha que atravessa Gubin, Lubsko, Zielona Góra e Sława. As áreas localizadas ao sul desta linha foram moldadas durante a glaciação da Europa Central, o que causou uma grande variedade de paisagens. No norte, o vale de Gorzów faz fronteira com a planície de Gorzów, a região dos lagos Dobiegniew, a planície de Drawno, região dos lagos Wałeckie, a sul com a região dos lagos Łagowskie e Poznań, a leste com a região dos lagos Chodzieskie e a oeste com o vale de Freienwald. O vale de Gorzów tem 120 km de comprimento, 35 km de largura e cobre uma área de 3740 km². É composto por 4 sub-regiões:
- Vale do Baixo Noteć,
- Vale Varta Obornicka,
- Vale do Baixo Varta,
- Interflúvio Varta e Noteć.

### Topografia
No sentido norte-sul, a voivodia se estende por 195 km, ou seja, 1°45′38″. No sentido leste-oeste, a extensão da voivodia é de 128 km, o que na dimensão angular dá 1°52′57″.
Coordenadas geográficas dos pontos extremos:
- norte: 53°07′26″ de latitude N - (condado de Strzelce-Drezdenko),
- sul: 51°21′48″ de latitude N - (condado de Żary),
- oeste: 14°32′03″ de longitude E - rio Óder entre os postos fronteiriços n.º 499 e n.º 500 (condado de Słubice),
- leste: 16°25′00″ de longitude E - (condado de Wschowa).

O relevo da voivodia é muito baixo.
O ponto mais alto é a colina Gołębia (anteriormente Góra Żarska) − 226,9 m acima do nível do mar no cinturão das colinas Żarskie. A colina Bukowiec, localizada perto da região dos lagos de Łagów, não é muito mais baixa − 225,4 m acima do nível do mar.
Os maiores lagos localizados na voivodia são: Sławskie, Osiek, Niesłysz, Ostrowite, Lubikowskie e Lubniewsko.

## Divisão administrativa
A voivodia da Lubúsquia é dividida em 12 condados e duas cidades com direitos de condados. Existem 82 comunas localizadas em sua área: 9 comunas municipais (incluindo duas idênticas àquelas com direitos de condado), 34 comunas urbano-rurais e 39 comunas rurais. Em quatro casos (Gubin, Nowa Sól, Żagań, Żary) existem duas comunas urbanas: Gubin, Nowa Sól, Żagań, Żary e rural: comuna de Gubin, comuna de Nowa Sól, comuna de Żagań, comuna de Żary. Existem 43 povoados na voivodia da Lubúsquia com direitos de cidade (direitos concedidos à cidade).
O maior condado da voivodia é o de Żary, cuja área é de 1 392,78 km², e o menor é o de Wschowa com 624,20 km². A maior comuna da voivodia é a de Drezdenko com 399,91 km² e a menor é a de Łęknica com 16,43 km².
Excluindo as cidades com direitos de condado (Gorzów Wielkopolski e Zielona Góra), de acordo com dados de 31 de dezembro de 2021, o condado com o maior número de habitantes é o de Żary - 94 508 habitantes, e o condado com o menor número é o condado de Sulęcin − 34 601 habitantes. Excluindo as cidades sedes de condados, o município com o maior número de habitantes é Nowa Sól – 37 791 habitantes, e a comuna com o menor número de habitantes é a comuna de Wymiarki – 2 189 habitantes.
| Brasão | Bandeira | Condado / cidade com direitos de condado             | Área [km²] | População (31 de dezembro de 2021) | Densidade populacional | Posição na Polônia por área | Posição na Polônia por população | Despesas do orçamento em 2012 [milhões PLN] | Receita orçamentária de 2012 [milhões PLN] | Dívida do governo local em relação à receita de 2012 [%] | Taxa média de desemprego (31 de dezembro de 2021) |
| ------ | -------- | ---------------------------------------------------- | ---------- | ---------------------------------- | ---------------------- | --------------------------- | -------------------------------- | ------------------------------------------- | ------------------------------------------ | -------------------------------------------------------- | ------------------------------------------------- |
|        |          | Condado de Gorzów                                    | 1214       | 72710                              | 60                     | 83                          | 211                              | 46,8                                        | 50,1                                       | 55,8%                                                    | 3,7%                                              |
|        |          | Condado de Krosno                                    | 1391       | 54130                              | 39                     | 50                          | 285                              | 50,6                                        | 54,0                                       | 34,0%                                                    | 7,0%                                              |
|        |          | Condado de Międzyrzecz                               | 1388       | 56560                              | 41                     | 51                          | 262                              | 53,5                                        | 54,2                                       | 17,3%                                                    | 7,3%                                              |
|        |          | Condado de Nowa Sól                                  | 771        | 85144                              | 110                    | 192                         | 151                              | 74,3                                        | 76,9                                       | 38,2%                                                    | 5,0%                                              |
|        |          | Condado de Słubice                                   | 999        | 46617                              | 47                     | 129                         | 317                              | 40,1                                        | 40,5                                       | 58,1%                                                    | 2,4%                                              |
|        |          | Condado de Strzelce-Drezdenko                        | 1248       | 48145                              | 39                     | 75                          | 306                              | 39,2                                        | 40,8                                       | 43,6%                                                    | 9,3%                                              |
|        |          | Condado de Sulęcin                                   | 1178       | 34601                              | 29                     | 89                          | 365                              | 36,4                                        | 35,4                                       | 54,7%                                                    | 4,4%                                              |
|        |          | Condado de Świebodzin                                | 937        | 55249                              | 59                     | 145                         | 278                              | 55,4                                        | 57,7                                       | 39,6%                                                    | 3,3%                                              |
|        |          | Condado de Wschowa                                   | 624        | 38318                              | 61                     | 245                         | 355                              | 35,0                                        | 34,0                                       | 48,8%                                                    | 7,9%                                              |
|        |          | Condado de Zielona Góra                              | 1350       | 75417                              | 56                     | 58                          | 193                              | 66,9                                        | 66,3                                       | 40,3%                                                    | 7,9%                                              |
|        |          | Condado de Żagań                                     | 1132       | 77316                              | 68                     | 98                          | 170                              | 64,6                                        | 65,6                                       | 40,3%                                                    | 6,7%                                              |
|        |          | Condado de Żary                                      | 1393       | 94508                              | 68                     | 49                          | 126                              | 91,8                                        | 89,2                                       | 48,2%                                                    | 5,5%                                              |
|        |          | Gorzów Wielkopolski (cidade com direitos de condado) | 85,7       | 120087                             | 1400,9                 | 345                         | 73                               | 420,9                                       | 438,4                                      | 42,6%                                                    | 2,6%                                              |
|        |          | Zielona Góra (cidade com direitos de condado)        | 278,3      | 140403                             | 504,6                  | 316                         | 53                               | 513,2                                       | 493,5                                      | 43,3%                                                    | 3,6%                                              |

### Demografia
Segundo os dados de 31 de dezembro de 2022, a voivodia possuía 979 976 habitantes, constituindo 2,59% da população da Polônia. Nos anos 2002-2022, o número de habitantes diminuiu 2,8%:
| Descrição                         | Total      | Total      | Mulheres   | Mulheres   | Homens     | Homens     |
| --------------------------------- | ---------- | ---------- | ---------- | ---------- | ---------- | ---------- |
| unidade                           | habitantes | %          | habitantes | %          | habitantes | %          |
| população                         | 979 976    | 100        | 504 689    | 51,5       | 475 287    | 48,5       |
| superfície                        | 13 988 km² | 13 988 km² | 13 988 km² | 13 988 km² | 13 988 km² | 13 988 km² |
| densidade populacional (hab./km²) | 73         | 73         | 37,6       | 37,6       | 35,4       | 35,4       |

## Religião
As seguintes denominações operam na voivodia: Igreja Católica de Rito Latino, Igreja Católica grega na Polônia, Igreja Católica Polonesa na República da Polônia, Igreja Ortodoxa Polonesa, Igreja Evangélica de Augsburgo na Polônia, Igreja Evangélica Reformada na Polônia, Igreja Evangélico-Metodista na Polônia, Igreja Pentecostal na Polônia, Igreja dos Cristãos Batista na Polônia, Igreja de Deus em Cristo, Comunidade Pentecostal Cristã, Igreja dos Cristãos da Fé Evangélica na República da Polônia, Igreja de Deus, Igreja Adventista do Sétimo Dia, Nova Igreja Apostólica, Restauracionismo, Budismo, Judaísmo e Islamismo.

## Administração e política

### Governo autônomo
O órgão constitutivo do governo local é o parlamento da voivodia da Lubúsquia, composto por 30 conselheiros. A sede do conselho regional é Zielona Góra. O Parlamento da voivodia elege o órgão executivo de governo autônomo, que é o conselho da voivodia, composto por 5 membros, com seu marechal.
Marechais da voivodia da Lubúsquia:
- Andrzej Bocheński – de 1 de janeiro de 1999 a 1 de dezembro de 2006
- Krzysztof Józef Szymański – de 1 de dezembro de 2006 a 21 de agosto de 2008[39][40]
- Marcin Jabłoński – de 21 de agosto de 2008 a 29 de novembro de 2010[41]
- Elżbieta Polak – de 29 de novembro de 2010[42]

### Administração governamental

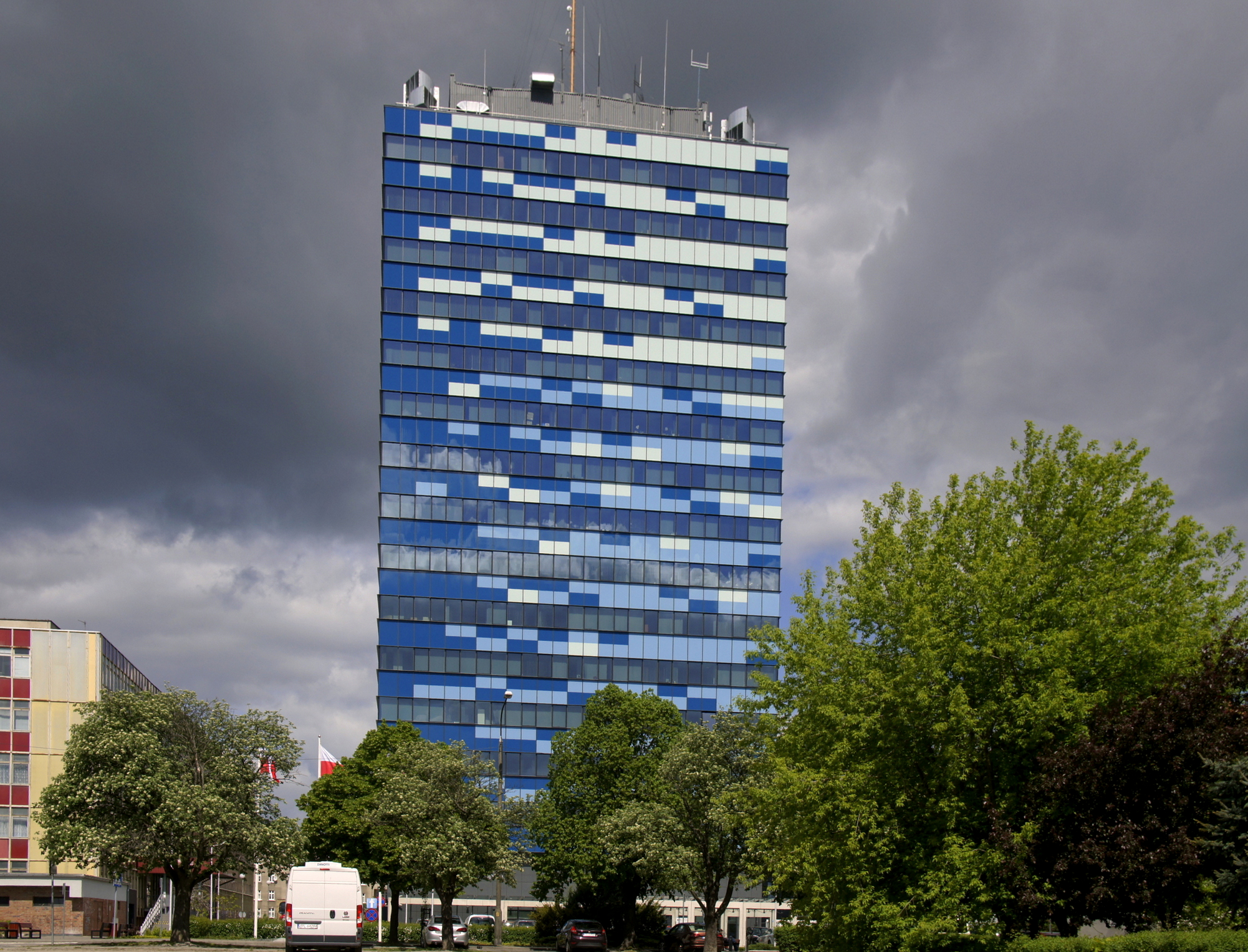
Sede do gabinete da voivodia de Lubúsquia em Gorzów Wielkopolski

O representante do Conselho de Ministros, sendo um órgão territorial da administração governamental, é o Voivoda da Lubúsquia, nomeado pelo primeiro-ministro. A sede do voivoda é Gorzów Wielkopolski, onde o Gabinete da voivodia de Lubúsquia está localizado em Gorzów Wielkopolski. A delegação de Zielona Góra também opera dentro do gabinete.
Voivodas da Lubúsquia:
- Jan Majchrowski – de 1999 a 2000
- Stanisław Iwan – de 2000 a 2001
- Andrzej Korski – de 2001 a 2004
- Janusz Gramza – de 2004 a 2006
- Marek Ast – 2006
- Wojciech Perczak – de 2006 a 2007
- Helena Hatka – de 2007 a 2011
- Marcin Jabłoński – de 2011 a 2013
- Jerzy Ostrouch – de 2013 a 2014
- Katarzyna Osos – de 2015 a 2015
- Władysław Dajczak – de 2015 a 2019, de 2020

### Política
Os habitantes da voivodia elegem um total de 12 deputados ao Parlamento em um distrito eleitoral n.º 8. Os habitantes elegem três senadores em distritos eleitorais com mandato único: n.º 20, n.º 21, n.º 22.
Quatro membros são eleitos para o Parlamento Europeu pelo distrito eleitoral n.º 13, que também inclui a voivodia da Pomerânia Ocidental.

### Cooperação internacional
Tratados, acordos e declarações sobre cooperação:
1. Brandemburgo (Alemanha) – desde 12 de janeiro de 2000.
2. Oblast de Pskov (Rússia) – desde 16 de janeiro de 2002.
3. Oblast de Ivano-Frankivsk (Ucrânia) – desde 16 de setembro de 2002.
4. Abruzos (Itália) – desde 2 de julho de 2003.
5. Hainan (China) – desde 24 de fevereiro de 2006.
6. Chișinău (Moldávia) – desde 14 de março de 2007.
7. Voblast de Homiel (Bielorrússia) – desde 7 de dezembro de 2007.
8. Oblast de Sumy (Ucrânia) – desde 7 de dezembro de 2007.
9. Região de Nitra (Eslováquia) – desde 17 de abril de 2008.
10. Departamento de Lot (França) – desde 17 de outubro de 2008.
11. Saxônia (Alemanha) – desde 19 de novembro de 2008.
12. Oblast de Vologda (Rússia) – desde 2 de junho de 2011.

## Economia

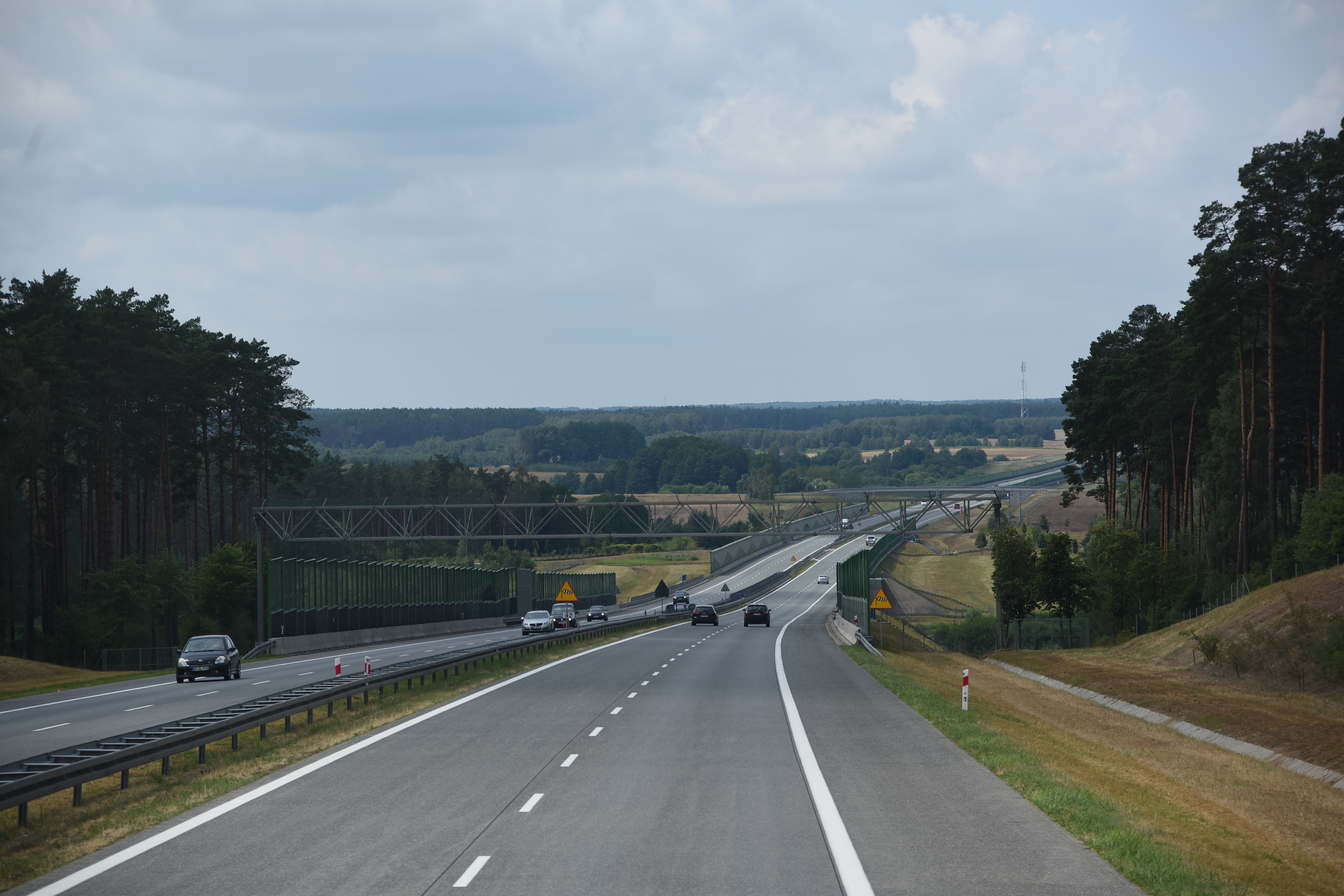
A autoestrada A2 atravessa a voivodia da Lubúsquia, julho de 2019

Em 2012, o produto interno bruto da voivodia da Lubúsquia totalizou 35,7 bilhões de zlótis, o que representou 2,2% do PIB da Polônia. O produto interno bruto per capita foi de 33,9 mil zlótis (83,1% da média nacional), que colocou a Lubúsquia em 9.º lugar em comparação com as outras voivodias.
Em 2010, a venda da produção da indústria na voivodia da Lubúsquia totalizou 24,6 bilhões de zlótis, responsáveis por 2,5% da produção da indústria polonesa. As vendas da produção de construção e montagem da Lubúsquia totalizaram 3,1 bilhões de zlótis, o que representou 2,0% das vendas da Polônia.
O salário médio mensal de um habitante da voivodia da Lubúsquia no terceiro trimestre de 2011, elevou-se a 3140,74 zlótis, o que a colocou em 14.º lugar em relação a todas as voivodias.
No final de março de 2012, o número de desempregados registrados na voivodia totalizava aproximadamente 63,8 mil habitantes, que é a taxa de desemprego de 16,3% para os economicamente ativos.
Segundo dados de 2011, 3,2% dos residentes na voivodia da Lubúsquia tiveram despesas abaixo da linha de extrema pobreza (isto é, estavam abaixo do mínimo de subsistência).

## Cidades
Na voivodia de Lubúsquia há 44 cidades, incluindo 3 cidades presidenciais, 2 cidades com direitos de condado e 2 cidades de voivodia.
Na primeira parte, estão listadas as cidades presidenciais, entre as quais as capitais dos condados estão marcadas em negrito e, além disso, os nomes das cidades com direitos de condado estão escritos em itálico, enquanto as cidades de voivodia estão marcadas com um asterisco.
A segunda parte lista as cidades restantes, entre as quais os nomes das cidades de condado estão marcados em negrito.
Cidades presidenciais:
- Gorzów Wielkopolski*
- Nowa Sól
- Zielona Góra*

Outras cidades:
- Babimost
- Brody
- Bytom Odrzański
- Cybinka
- Czerwieńsk
- Dobiegniew
- Drezdenko
- Gozdnica
- Gubin
- Iłowa
- Jasień
- Kargowa
- Kostrzyn nad Odrą
- Kożuchów
- Krosno Odrzańskie
- Lubniewice
- Lubsko
- Łęknica
- Małomice
- Międzyrzecz
- Nowe Miasteczko
- Nowogród Bobrzański
- Ośno Lubuskie
- Otyń
- Rzepin
- Skwierzyna
- Sława
- Słubice
- Strzelce Krajeńskie
- Sulechów
- Sulęcin
- Szlichtyngowa
- Szprotawa
- Świebodzin
- Torzym
- Trzciel
- Witnica
- Wschowa
- Zbąszynek
- Żagań
- Żary

## Centros acadêmicos

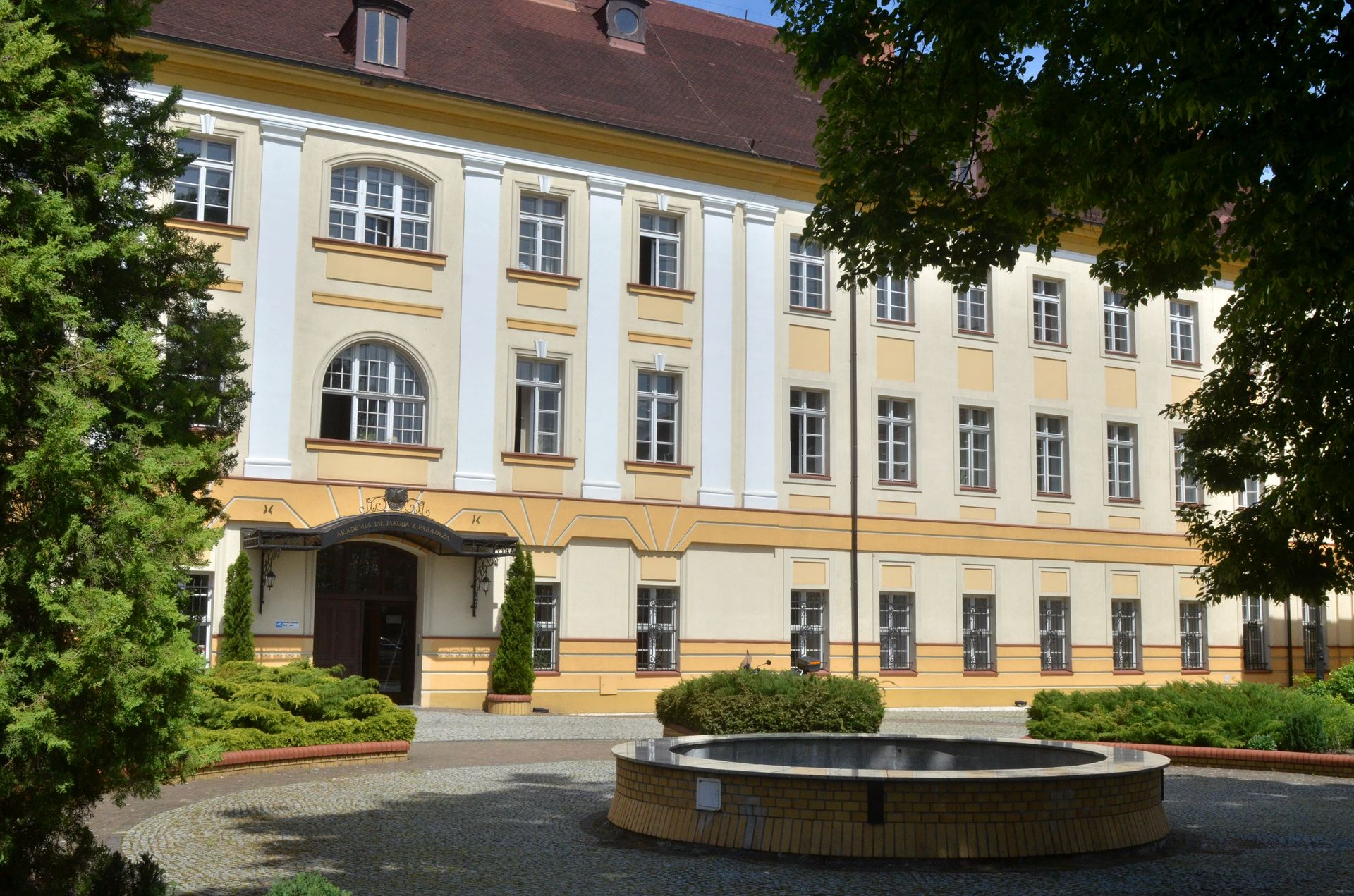
Academia Jakub de Paradyż em Gorzów Wielkopolski

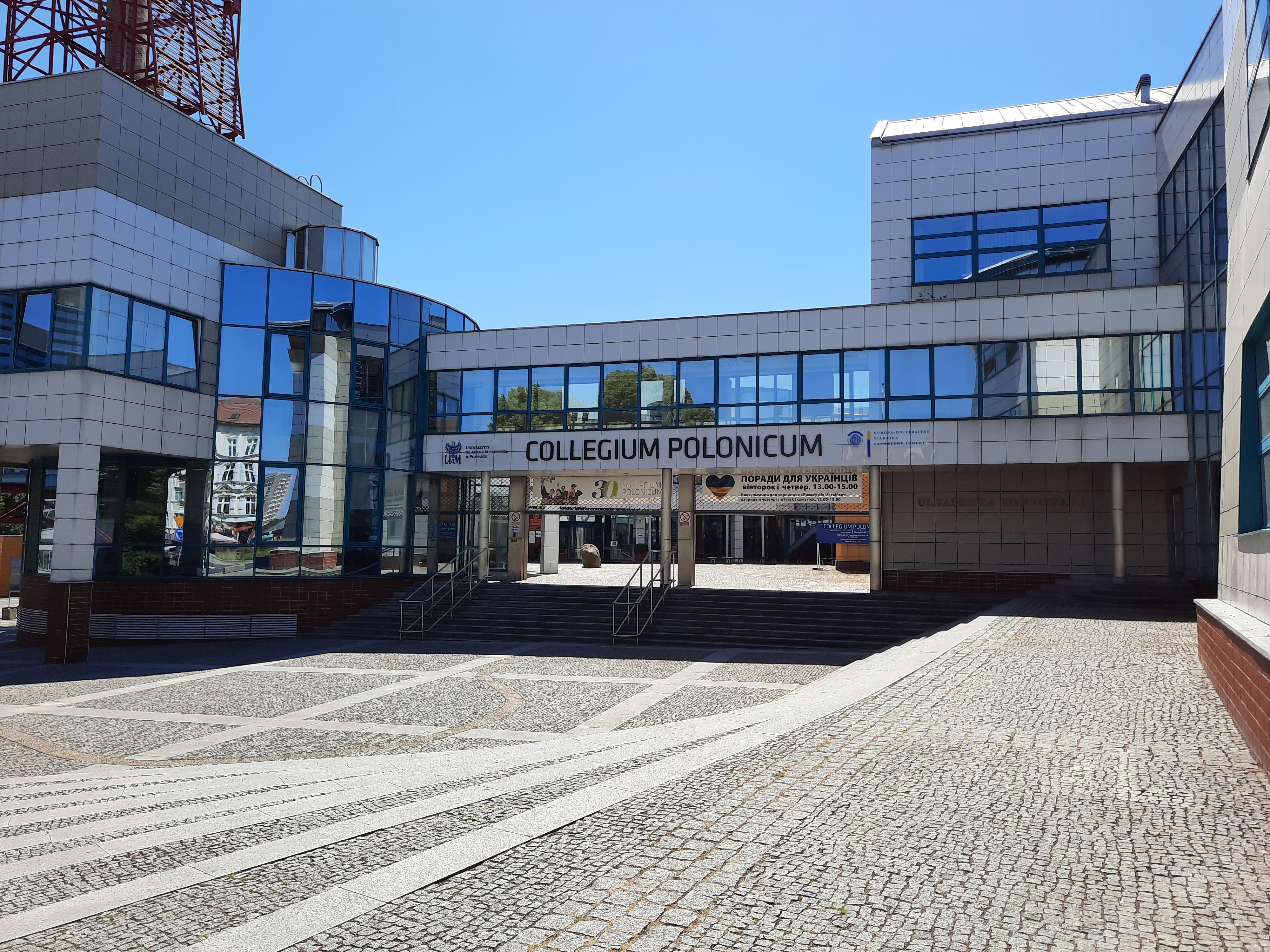
Colégio Polonicum em Słubice

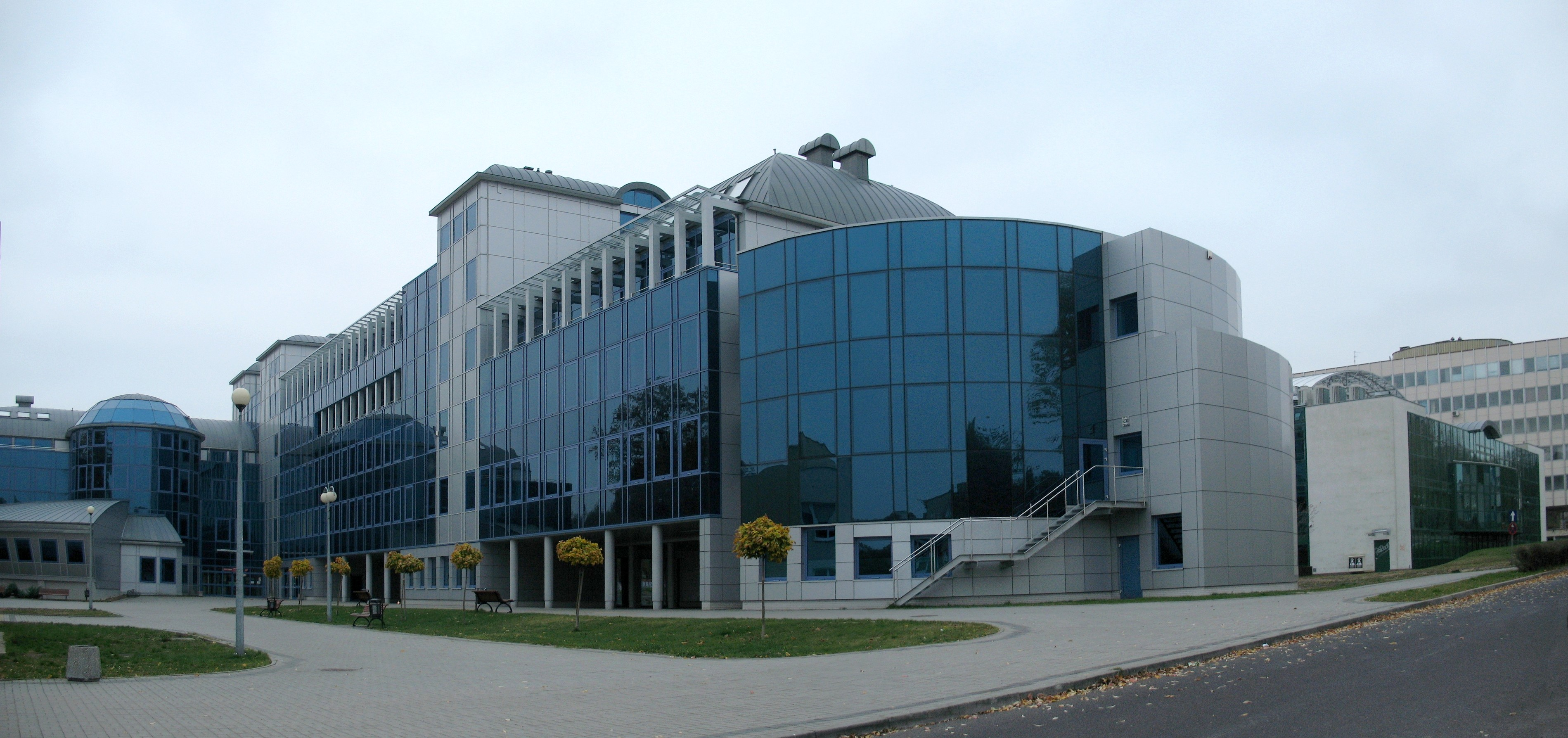
Universidade de Zielona Góra - prédio da Faculdade de Matemática, Ciências da Computação e Econometria e da Faculdade de Física e Astronomia

### Chycina
- Academia de Educação Física Eugeniusz Piasecki em Poznań – Centro Didático e Social em Chycina

### Gorzów Wielkopolski
- Academia Jakub de Paradyż em Gorzów Wielkopolski
- Universidade de Educação Física em Poznań − Departamento externo de Cultura Física em Gorzów Wielkopolski
- Universidade de Negócios em Gorzów Wielkopolski
- Universidade Profissionalizante em Gorzów Wielkopolski (transferida de Kostrzyn nad Odrą, originalmente fundada em Kamień Mały)
- Universidade de Zielona Góra − Collegium Medicum − Instituto de Ciências Médicas
  - Departamento de Hematologia − Departamento de Hematologia da Universidade de Gdańsk em Gorzów Wielkopolski (com base no Hospital Provincial Multidisciplinar)
  - Departamento de Medicina Nuclear − Departamento Clínico de Medicina Nuclear da Universidade de Gdańsk em Gorzów Wielkopolski (com base no Hospital Provincial Multidisciplinar)
- Faculdade de Teologia, Universidade de Szczecin
  - Seminário Teológico Superior Zielonogórsko-Gorzowskie em Gościkowo−Paradyż com sede do internato em Gorzów Wielkopolski
  - Instituto de Estudos Superiores em Gorzów Wielkopolski

### Gościkowo
- Seminário Teológico Superior da Diocese de Zielona Góra-Gorzów em Gościkowo-Paradż (na Faculdade Teológica da Universidade de Szczecin)

### Słubice
- Ramo da Universidade de Zielona Góra
- Colégio Polonicum em Słubice

### Sulechów
- Filial da Universidade de Zielona Góra em Sulechów

### Zielona Góra
- Universidade de Zielona Góra
- Pontifícia Faculdade de Teologia de Breslávia - Instituto de Filosofia e Teologia Edith Stein em Zielona Góra

### Żary
- Faculdade Lusaciana de Humanidades em Żary

## Segurança pública
Existe um centro de notificação de emergência na voivodia da Lubúsquia, localizado em Gorzów Wielkopolski e que atende chamadas de emergência direcionadas para os números de emergência 112, 997.
O Serviço de Despacho Médico localizado em Gorzów Wielkopolski lida com o atendimento de chamadas de emergência da voivodia da Lubúsquia direcionadas ao número 999.
O Corpo de Bombeiros do Estado atende chamadas de emergência direcionadas para o número 998.

## Proteção da natureza

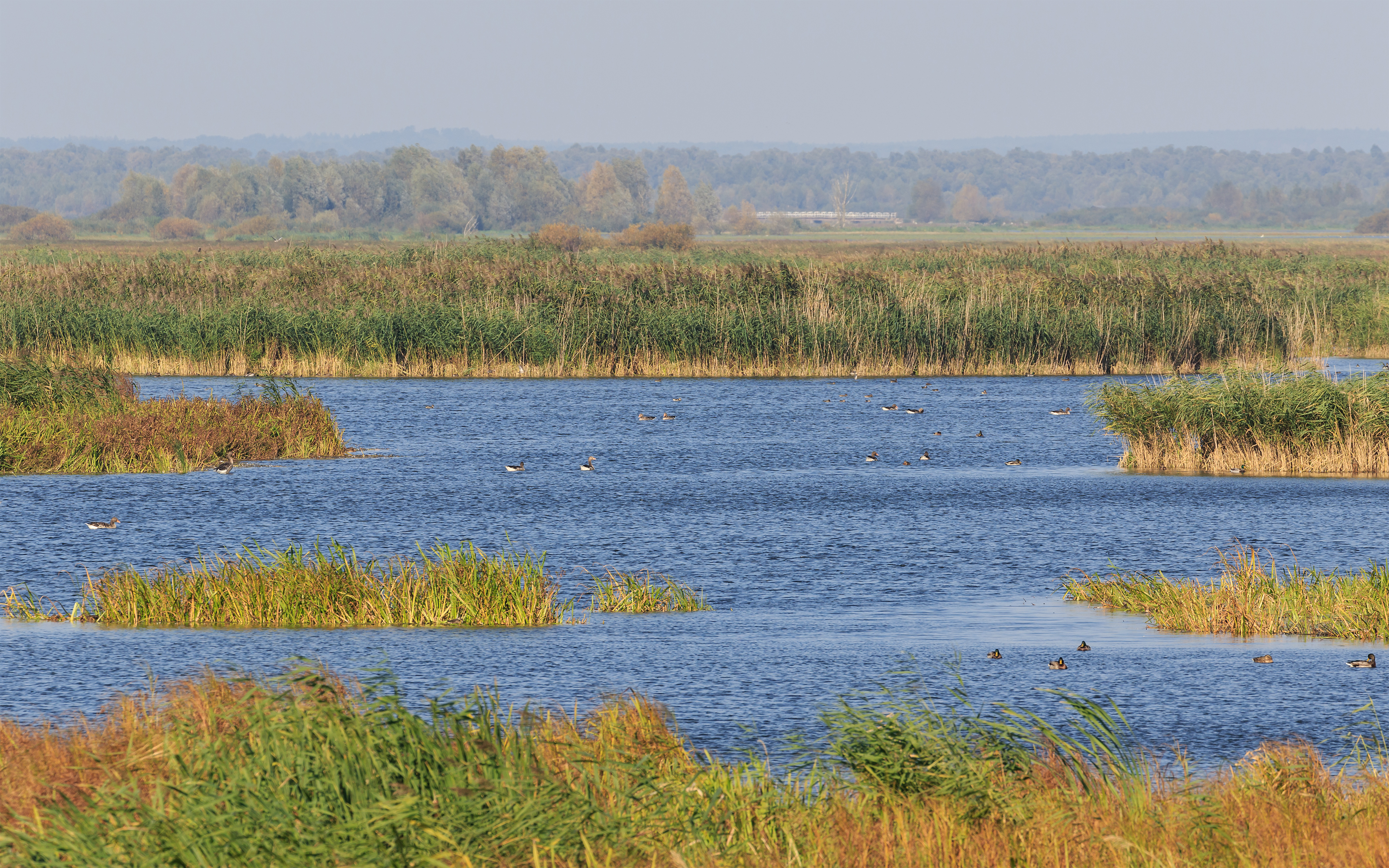
Parque Nacional Foz do rio Varta

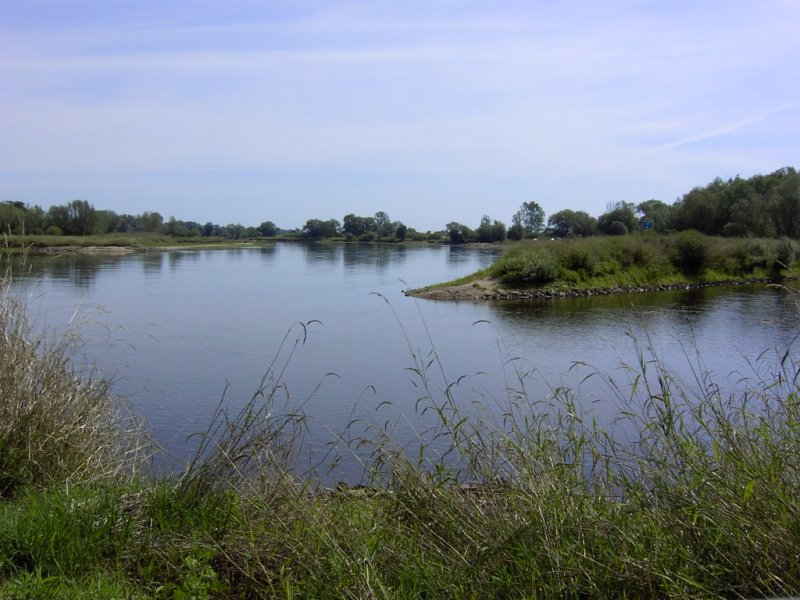
Estuário do rio Neisse até o rio Óder

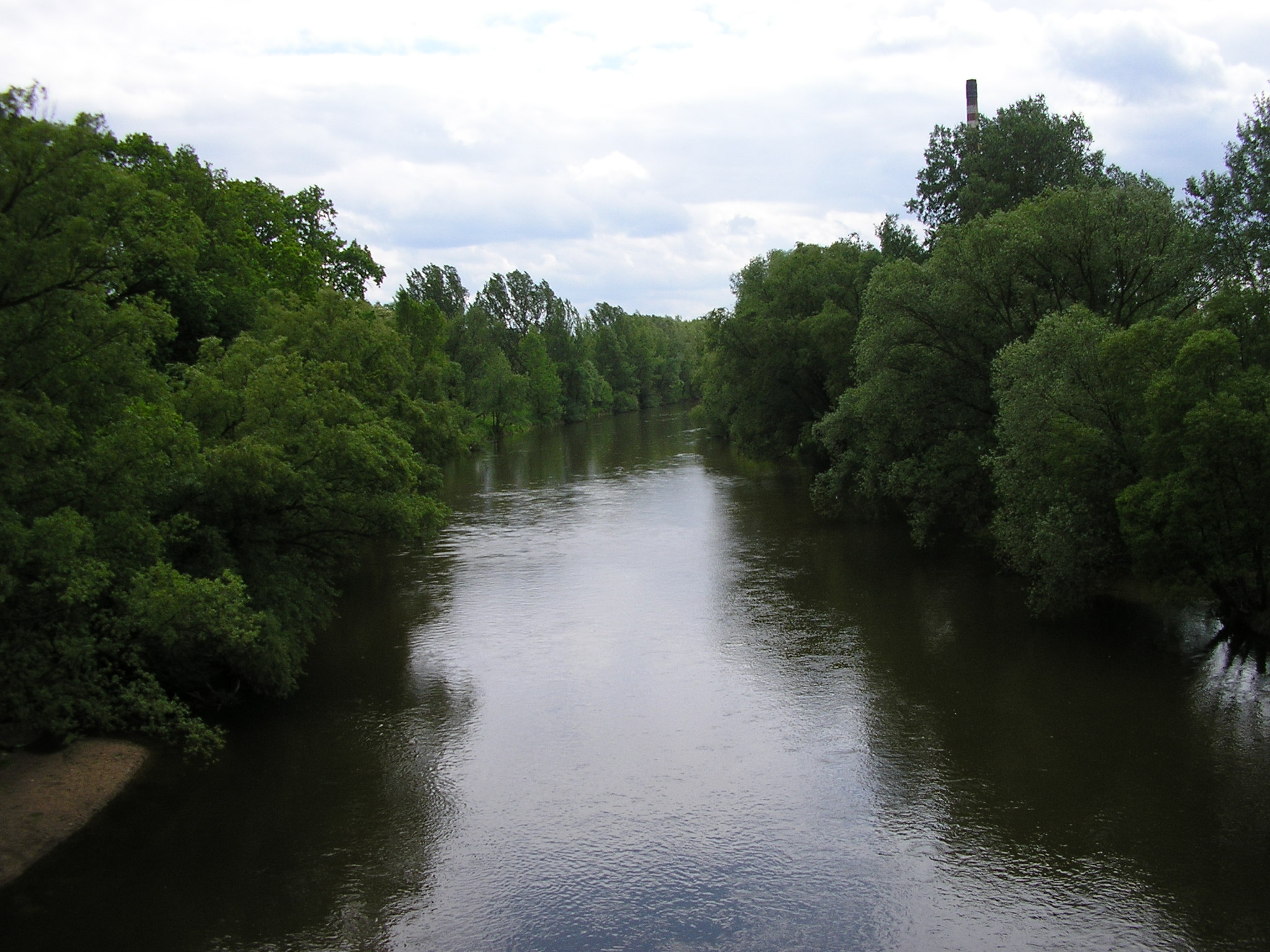
O rio principal do complexo florestal Bory Dolnośląskie - rio Bóbr em Żagań

Existem 61 reservas naturais na voivodia, 1510 monumentos naturais estão protegidos.

### Parques nacionais
- Parque nacional Drawa
- Parque Nacional Foz do rio Varta

### Parques paisagísticos
- Parque paisagístico de Gorzów[51]
- Parque paisagístico Gryżyna
- Parque paisagístico Krzesin
- Parque paisagístico de Lagow-Sulęcin
- Parque paisagístico Muskau Bend
- Parque paisagístico Foz do rio Varta
- Parque paisagístico Przemęt
- Parque paisagístico Pszczew

### Áreas de paisagem protegida
Em 2019, foram designadas 38 áreas de paisagem protegida dentro dos limites da voivodia, com 416 850 hectares sob proteção. A maioria dessas formas é encontrada em vales de rios.

### Reservas naturais
A partir de 2019, havia 67 reservas naturais na voivodia. A Reserva Natural de Bukowa Góra é a mais antiga, foi fundada em 1954.

### Monumentos da natureza
Em 2019, havia 1 397 monumentos naturais na voivodia. Entre eles, o grupo mais numeroso foram árvores isoladas (1 091), grupos de árvores (208), blocos erráticos (39), becos à beira da estrada (22) e 39 outros objetos. Os mais reconhecíveis são: Carvalho Chrobry, Wiedźmin Elm, Pinheiro Waligóra, Pinheiro Rzepicha, bloco errático Flins.

### Terras ecológicas, complexos naturais e paisagísticos
Em 2019, existiam 2 sítios de formação geológica, 407 sítios ecológicos e 16 complexos naturais e paisagísticos dentro das fronteiras da voivodia.

## Transportes

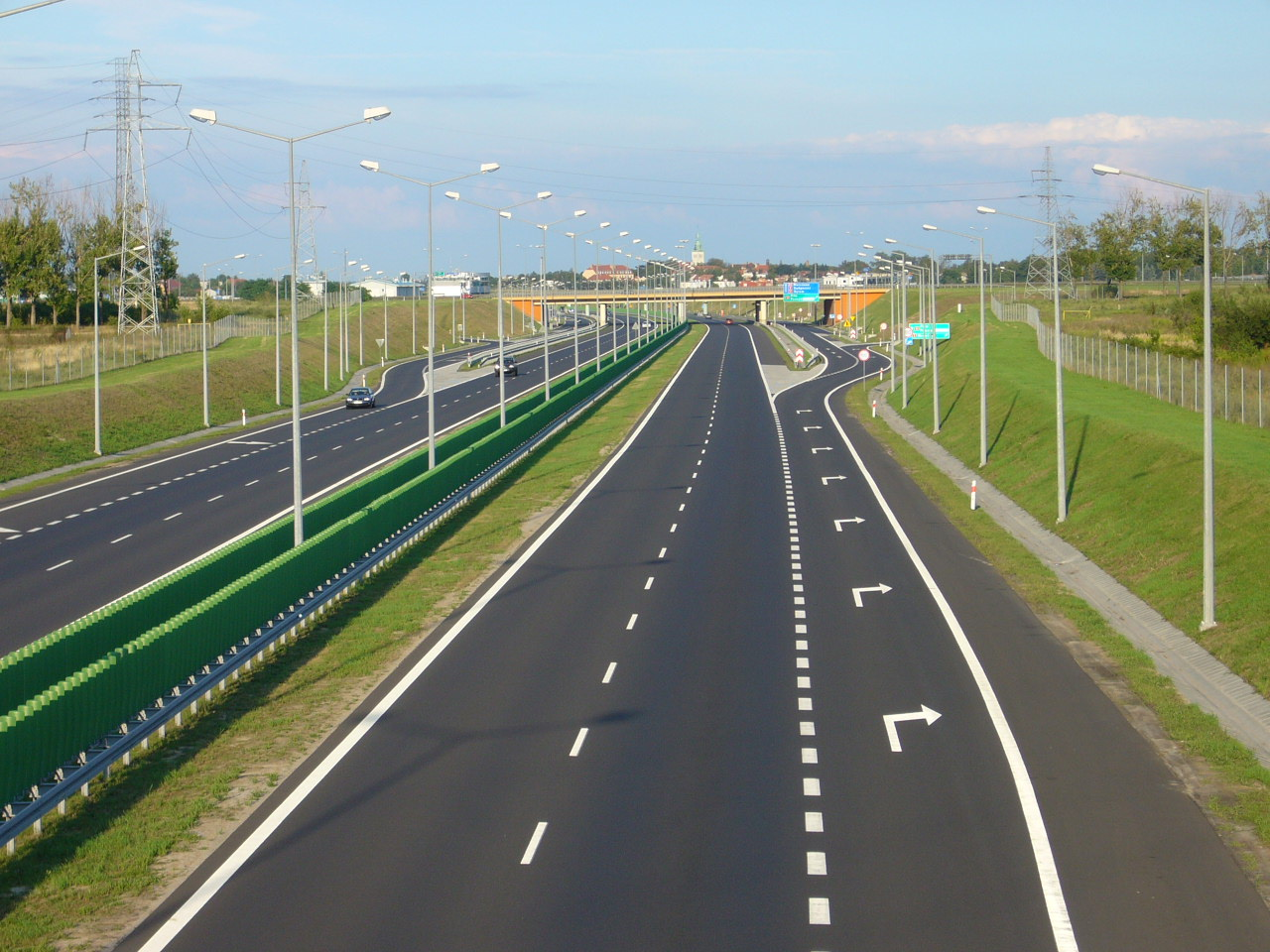
Autoestrada A2 em Poznań; entroncamento "Komorniki"

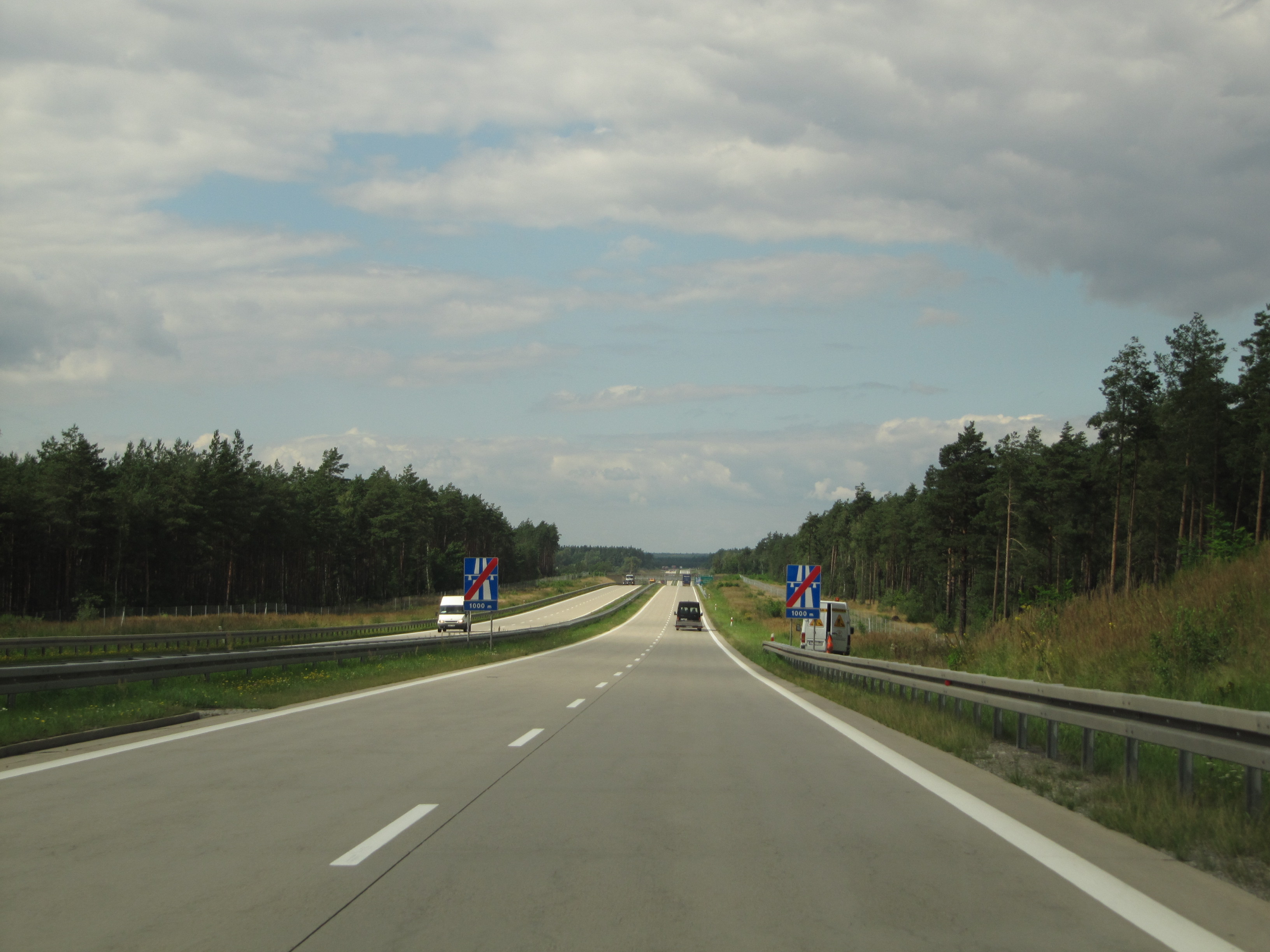
Autoestrada A18

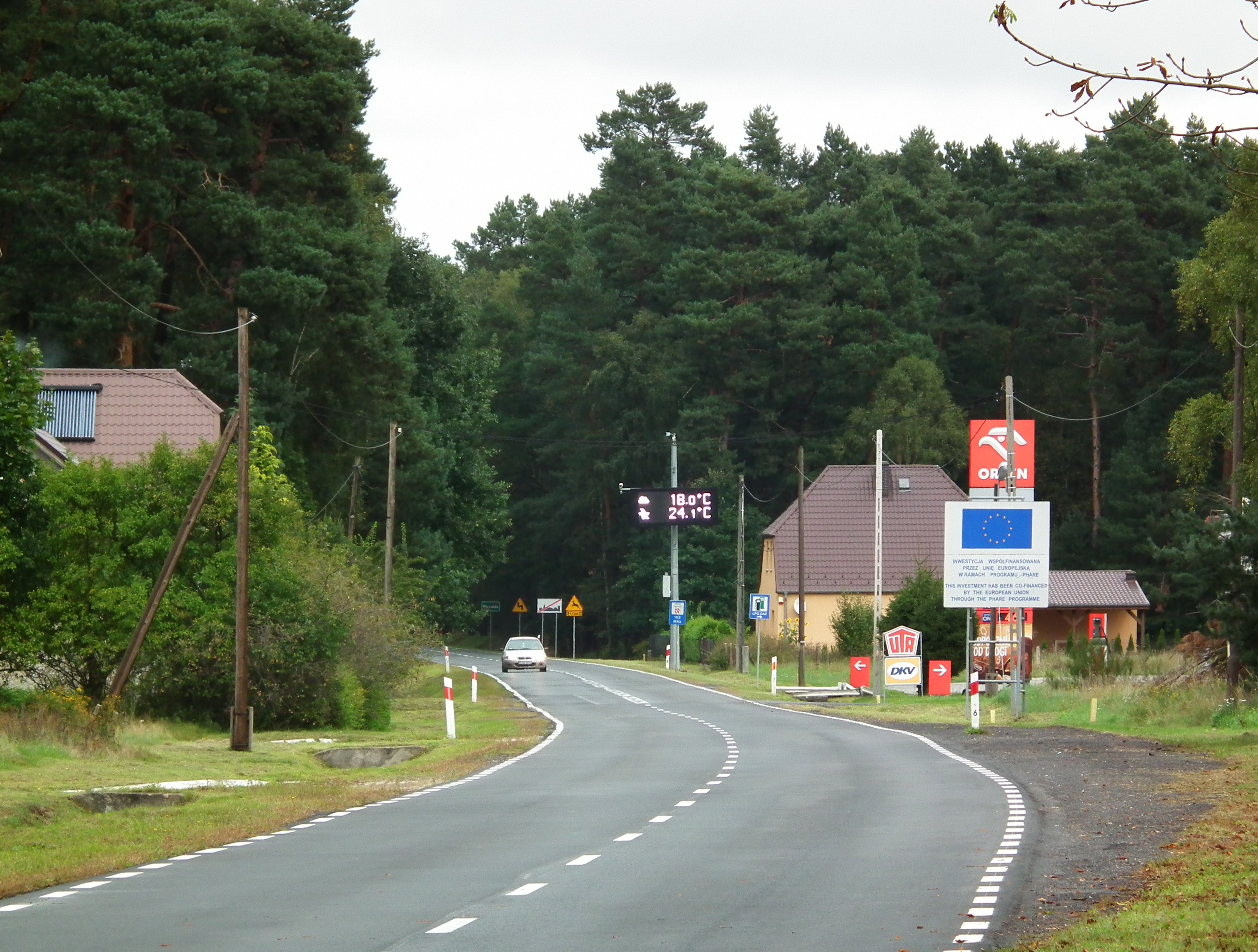
Estrada Nacional n.° 27 no condado de Żary

### Transporte rodoviário
Segundo os dados de 31 de dezembro de 2015, havia 14 975,7 km de vias públicas na voivodia da Lubúsquia, incluindo: 906,2 km de estradas nacionais (das quais 89,2 km de rodovias e 142,4 km de vias expressas), 1 604, 9 km de estradas da voivodia, 4 151,5 km nos condados e 8 313,1 km nas comunas.
| Estrada                                    | Rota | Comprimento atual na voivodia [km] | Observações                                                                        |
| ------------------------------------------ | --- | ---------------------------------- | ---------------------------------------------------------------------------------- |
| Rodovia A2 (Polônia) · Estrada europeia 30 | fronteira do país com a Alemanha – Świecko/Słubice – Rzepin – Torzym – Poznań – Łódź – Varsóvia (entroncamento Konotopa) – ... – Varsóvia (entroncamento Lubelska) – Biała Podlaska – Kukuryki – fronteira do país com a Bielorrússia                   | 92                                 | Trechos existentes: Świecko – Varsóvia (entroncamento Konotopa); Majdan – Kałuszyn |
| Via expressa S3 (Polônia) · E65            | Świnoujście – Szczecin A6 (entroncamento Rzęśnica) – ... – Szczecin A6 (entroncamento Klucz) – Gorzów Wielkopolski – Międzyrzecz – Świebodzin – Sulechów – Zielona Góra – Nowa Sól – A4 (Legnica) – Lubawka – fronteira do país com a República Tcheca, | 184                                |                                                                                    |
| Estrada Nacional No. 12 (Polônia)          | fronteira do país com a Alemanha – Łęknica – Żary – Żagań – S3 – (entroncamento "Głogów Oeste") – Głogów – Leszno – Kalisz – Radom – Lublin – Dorohusk – fronteira do país com a Ucrânia                                                                | 105                                |                                                                                    |
| Estrada Nacional N. 18 (Polônia) · E36     | fronteira do país com a Alemanha – Olszyna – Iłowa – Golnice – Krzyżowa | 71                                 |                                                                                    |
| Estrada Nacional N.° 22 (Polônia)          | fronteira do país com a Alemanha – Kostrzyn nad Odrą – Słońsk – Krzeszyce – Gorzów Wielkopolski – Strzelce Krajeńskie – Dobiegniew – Malbork – Elbląg – Grzechotki – fronteira do país com a Rússia                                                     | 122                                |                                                                                    |
| Estrada Nacional N.° 24 (Polônia)          | Pniewy – Przytoczna – Skwierzyna – Wałdowice (rotunda) | 46                                 |                                                                                    |
| Estrada Nacional N.° 27 (Polônia)          | fronteira do país com a Alemanha – Przewóz – Żary – Nowogród Bobrzański – Zielona Góra | 68                                 | –                                                                                  |
| Estrada Nacional N.° 29 (Polônia)          | fronteira do país com a Alemanha – Słubice – Cybinka – Krosno Odrzańskie – Połupin 32 | 58                                 | –                                                                                  |
| Estrada Nacional N.° 31 (Polônia)          | Szczecin – Gryfino – Mieszkowice – Kostrzyn nad Odrą – Górzyca – Słubice | 38                                 | –                                                                                  |
| Estrada Nacional N.° 32 (Polônia)          | fronteira do país com a Alemanha – Gubinek/Gubin – Zielona Góra – Sulechów – Kargowa – Wolsztyn – Stęszew | 104                                |                                                                                    |
| Estrada Nacional N.° 92 (Polônia)          | Rzepin – Torzym – Świebodzin – Poznań – Konin – Mory – ... – Mińsk Mazowiecki – Ryczołek | 78                                 | Antiga estrada nacional n.° 2                                                      |

### Transporte ferroviário
- linhas ferroviárias (abertas):

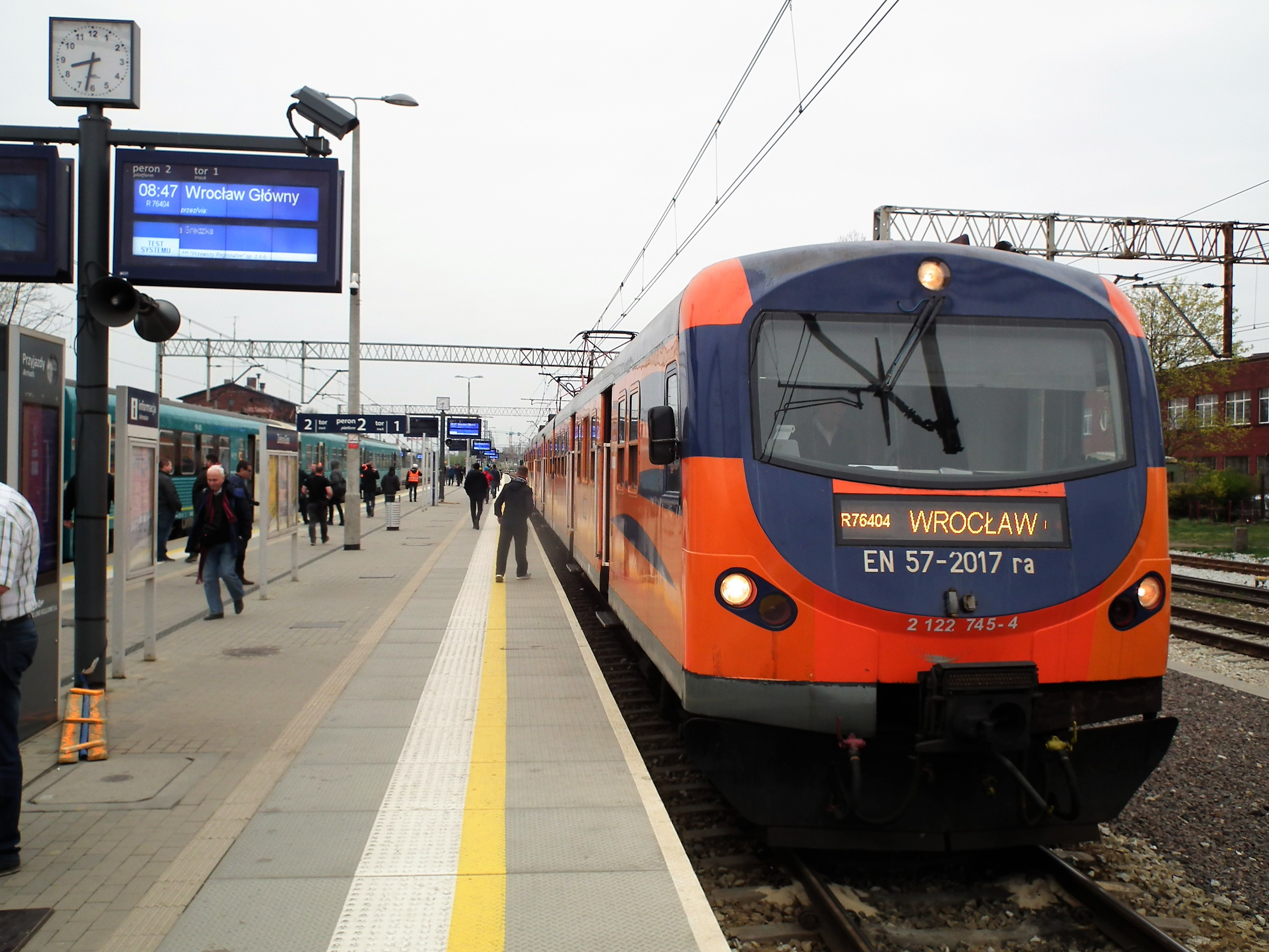
EN57-2017 de Zielona Góra para Breslávia

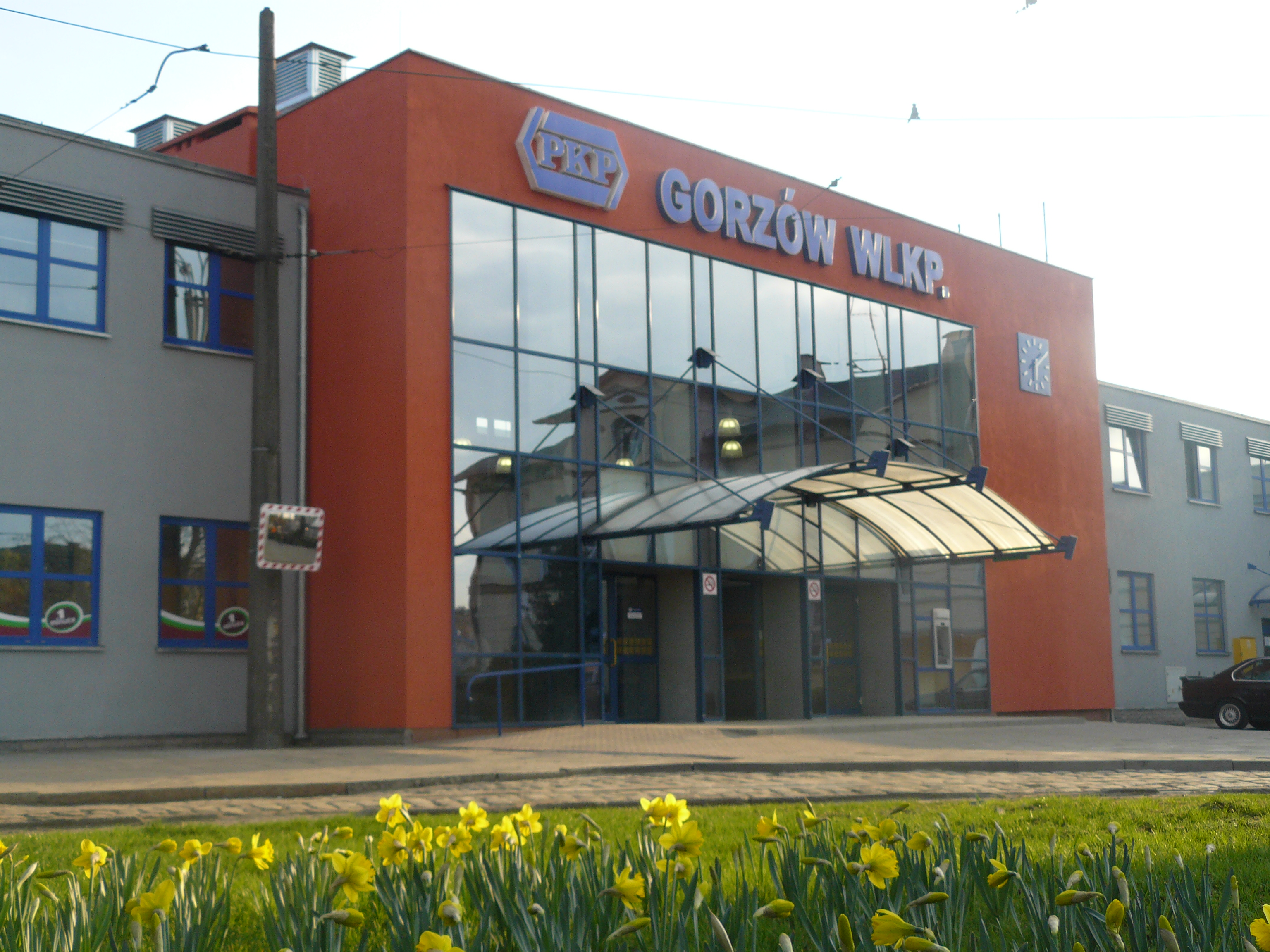
Estação de trem em Gorzów Wielkopolski

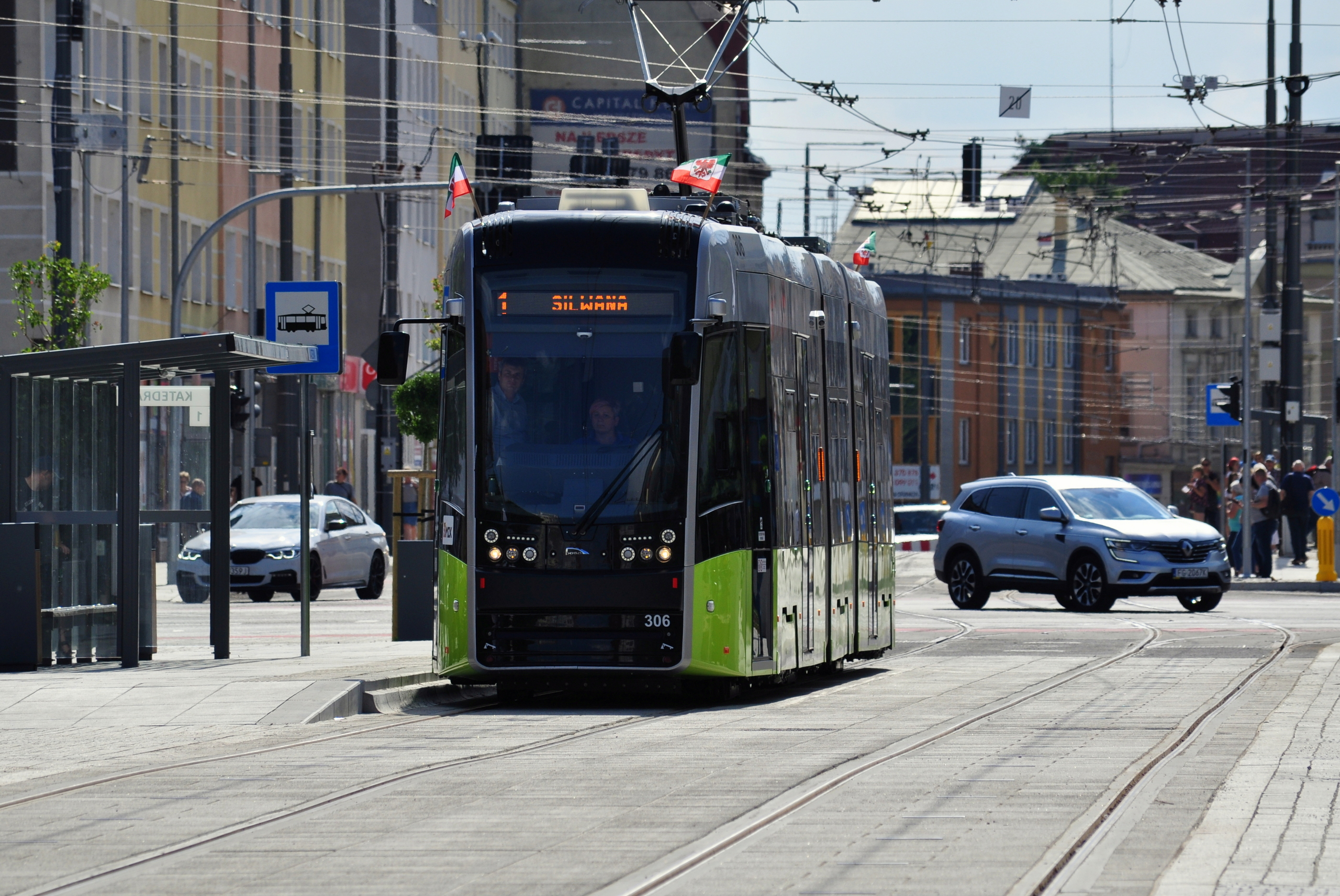
Bonde em Gorzów Wielkopolski

- - Berlim – Frankfurt nad Odrą – Słubice – Rzepin – Świebodzin – Zbąszynek – Poznań Gł.
  - Szczecin Gł. – Kostrzyn nad Odrą – Zielona Góra
  - Zielona Góra – Wrocław Gł.
  - Szczecin Gł. – Dobiegniew – Krzyż – Poznań Gł.
  - Cottbus (Chociebuż) – Wrocław Gł.
  - Berlim – Kostrzyn nad Odrą – Gorzów Wielkopolski – Krzyż – Piła Gł.
  - Gubin – Czerwieńsk
  - Zielona Góra – Zbąszynek
  - Zielona Góra – Żary – Węgliniec
  - Żagań – Lubsko (apenas linha de frete)
  - Gorzów Wielkopolski – Zbąszynek
  - Żagań – Głogów – Leszno- Ostrów Wlkp. – Łódź Kaliska (Niegosławice – Głogów apenas linha de frete)
- Pontes ferroviárias fronteiriças:
  - Kostrzyn nad Odrą – Küstrin-Kietz
  - Słubice – Frankfurt nad Odrą
  - Gubinek/Gubin – Guben
  - Zasieki – Forst

### Material circulante ferroviário
A voivodia da Lubúsquia possui 23 veículos, incluindo 20 unidades múltiplas a diesel, ônibus ferroviários e três unidades múltiplas elétricas ED78 fabricadas pela Newag. Todos os trens de propriedade do Gabinete do Marechal são operados pela transportadora estatal Polregio.
| Séries | Tipo   | Quantidade | Produtor              |        |
| ------ | ------ | ---------- | --------------------- | ------ |
| ED78   | 31WE   | 3          | Newag                 |        |
| SA95   | 36WEhd | 2          | Newag                 | [ 58 ] |
| SA105  | 213Ma  | 4          | ZNTK Poznań           |        |
| SA108  | 215M   | 1          | ZNTK Poznań           |        |
| SA133  | 218Mc  | 4          | Pesa                  |        |
| SA134  | 218Mc  | 2          | ZNTK Mińsk Mazowiecki |        |
| SA137  | 220M   | 1          | Newag                 |        |
| SA139  | 223M   | 6          | Pesa                  | [ 59 ] |

### Transporte por vias navegáveis interiores
- vias navegáveis:
  - Rio Óder
  - Rio Varta
  - Rio Noteć

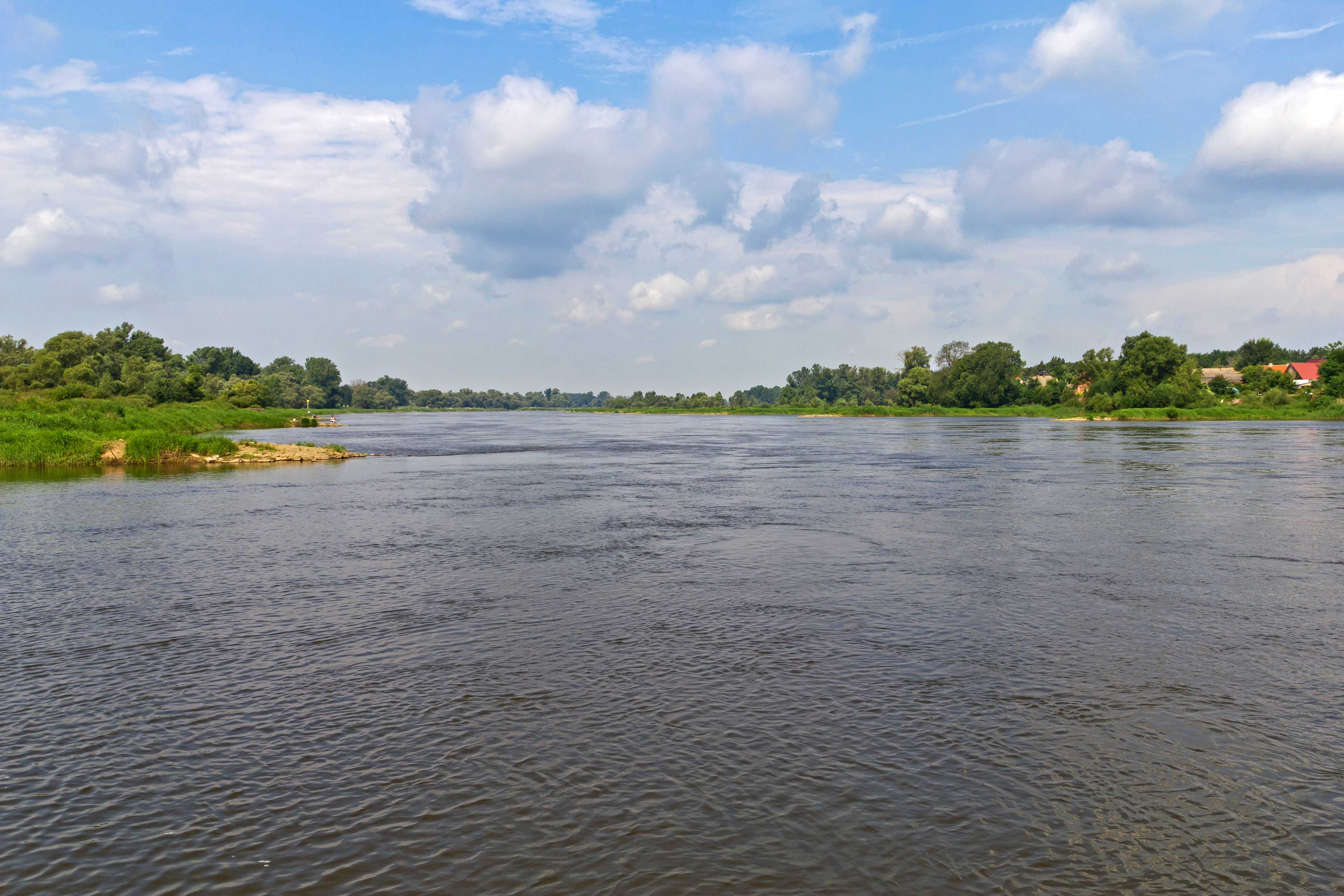
Rio Óder perto de Gubin

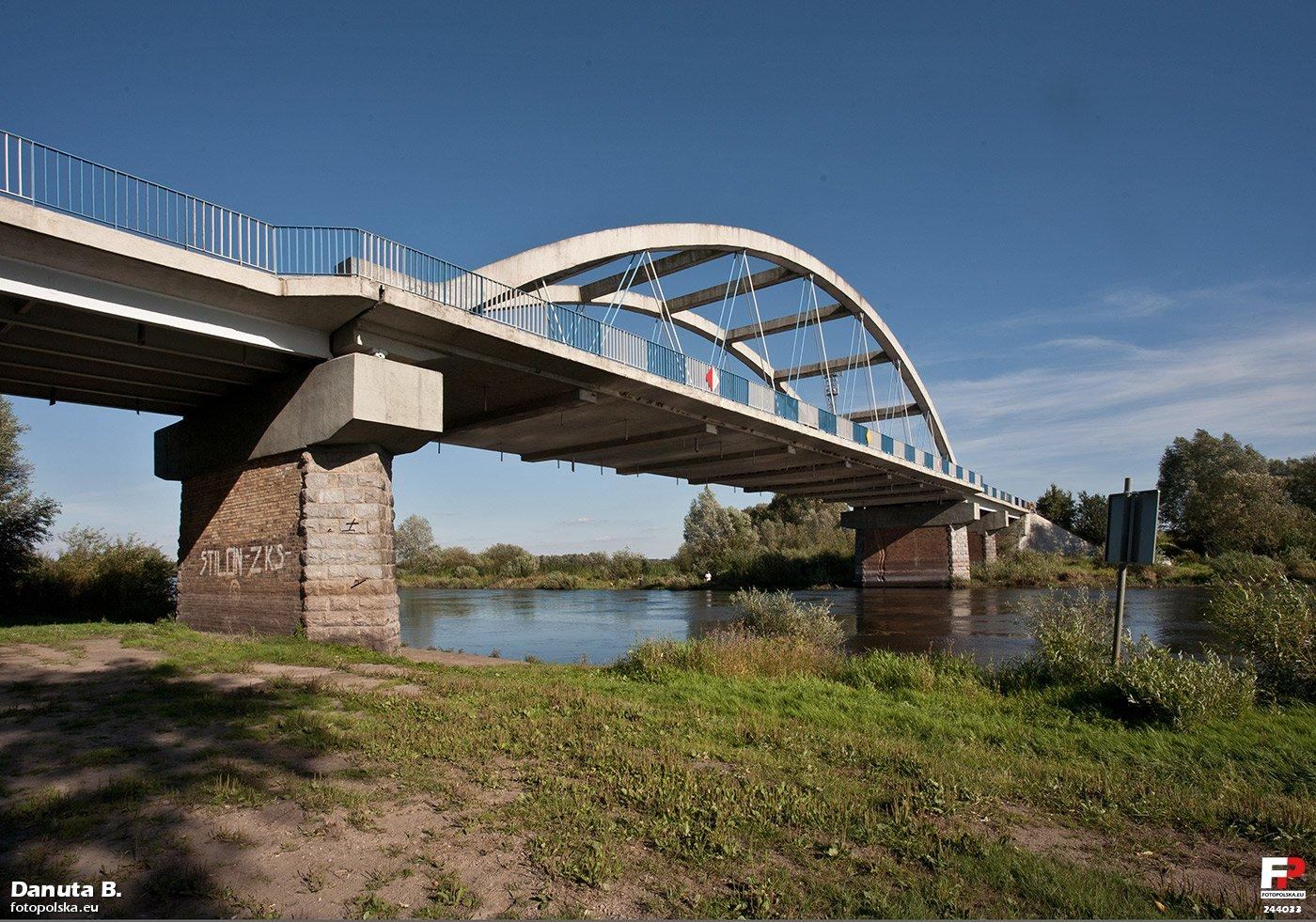
Ponte rodoviária sobre o rio Noteć em Santok

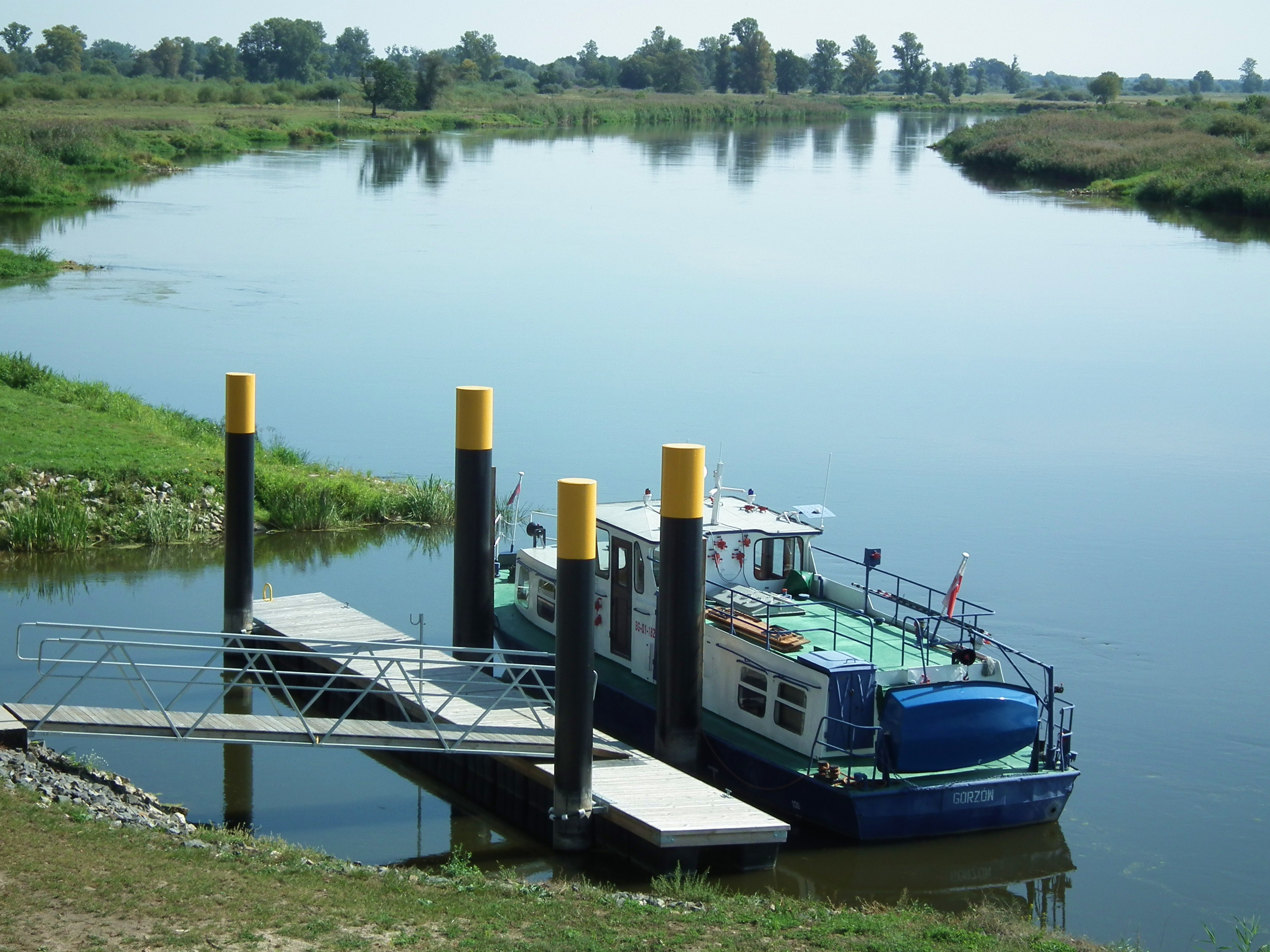
Balsa em Świerkocin, condado de Gorzów, rio Varta

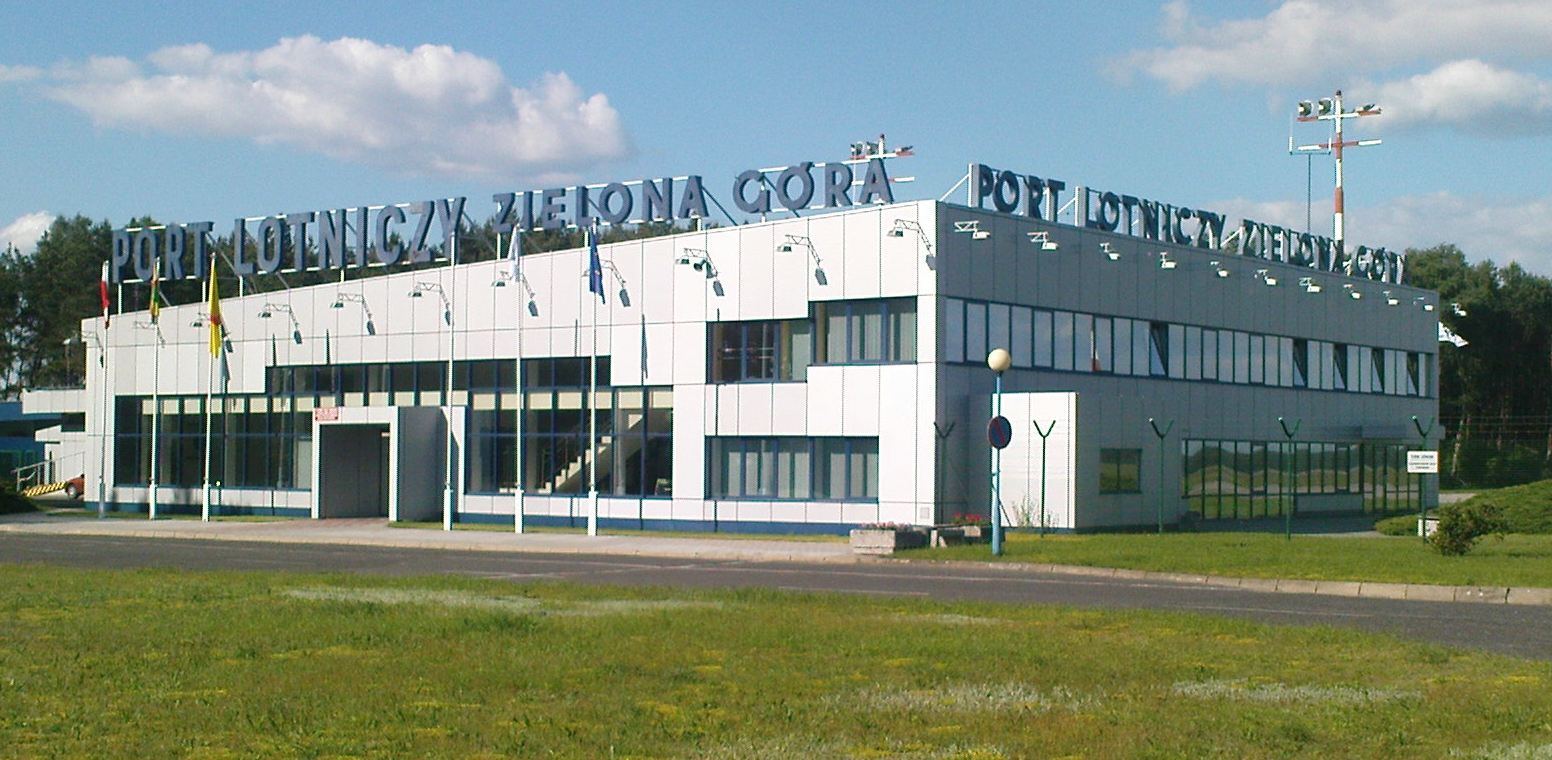
Terminal do Aeroporto Zielona Góra em Nowe Kramsko

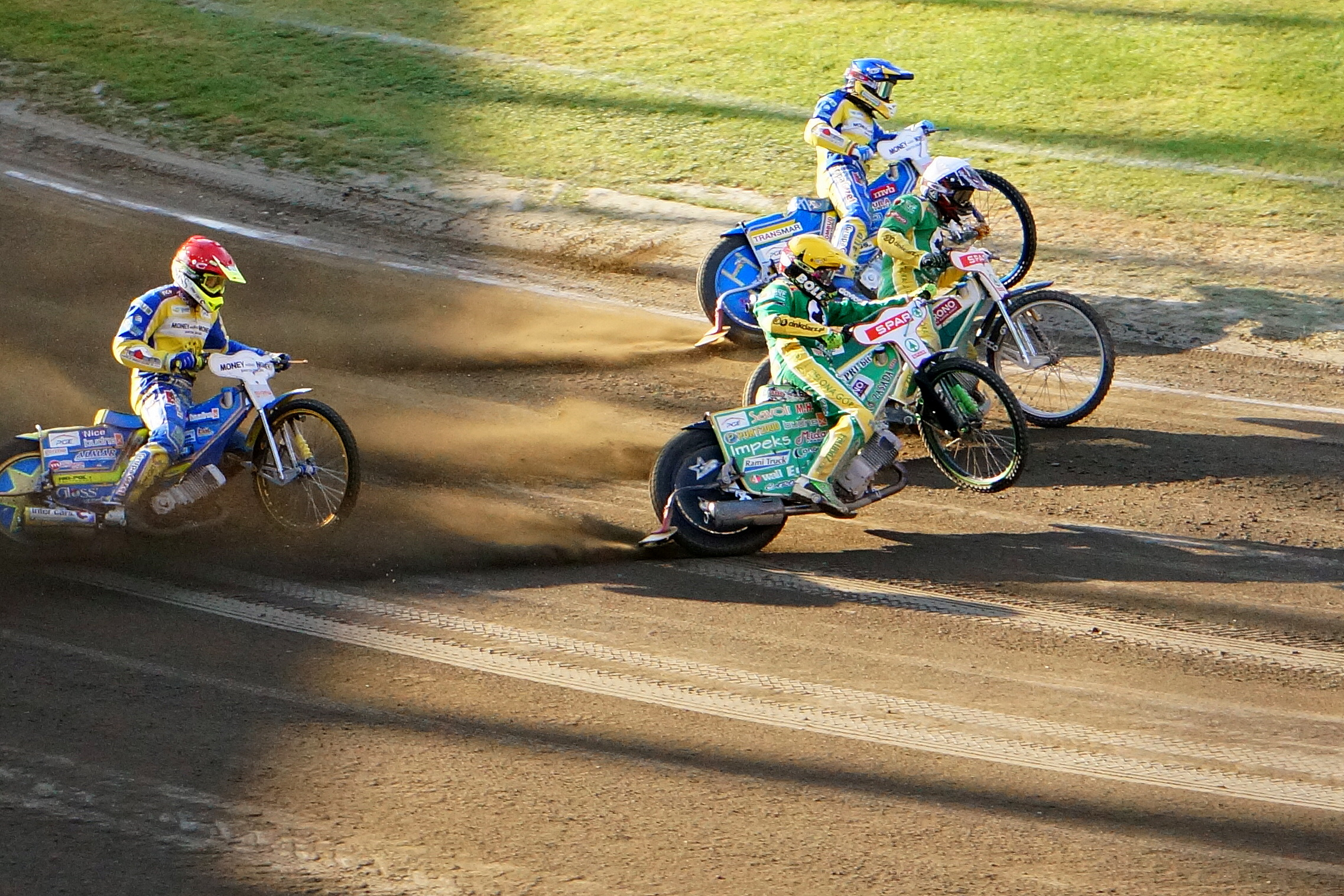
Derby da voivodia da Lubúsquia entre Stal e Falubaz

  - Rio Neisse (de Gubin até a jusante)
  - Canal Óder-Spree
- principais portos do interior:
  - Bytom Odrzański
  - Cigacice
  - Drezdenko
  - Gorzów Wielkopolski
  - Kostrzyn nad Odrą
  - Krosno Odrzańskie
  - Nowa Sól
  - Santok
  - Słubice
- travessias de balsa
  - Milsko através do rio Óder pela estrada da voivodia nº 282
  - Pomorsko através do rio Óder ao longo da estrada da voivodato nº 281
  - Brody através do rio Óder ao longo da estrada da voivodato nº 280
  - Połęcko através do rio Óder ao longo da estrada da voivodia nº 138
  - Oksza através do rio Varta ao longo de uma estrada do condado
  - Santok através do rio Varta - sazonalmente

### Transporte aéreo
- Aeroporto de Zielona Góra-Babimost
- Aeroporto de Zielona Góra-Przylep
- Base Aérea Florestal do Estado em Lipki Wielkie
- Aeroporto particular em Trzebicz Nowy perto de Drezdenko
- Aeroportos em Tomaszów perto de Żagań e Wiechlice perto de Szprotawa

## Esportes
O esporte mais popular na voivodia é o Speedway, representado por dois clubes − Stal Gorzów Wielkopolski e Falubaz Zielona Góra, as partidas entre essas equipes são chamadas de Derby da Terra da Lubúsquia.
O futebol é um esporte popular na voivodia − representado pelos times do Stilon Gorzów Wielkopolski, Lechia Zielona Góra, Warta Gorzów Wielkopolski, Dozamet Nowa Sól, Polonia Słubice, Promień Żary e Czarne Żagań. O basquetebol também é muito popular representado − em Zielona Góra, pelo time masculino Zastalu, enquanto em Gorzów Wielkopolski, pelo time feminino AZS AJP e pelo masculino Kangoo Basket. Os times de basquete também existem em outras cidades. Também existem clubes de voleibol na voivodia, como por exemplo, Olimpia Sulęcin, Orzeł Międzyrzecz e Orion Sulechów.
Polo aquático − GKPW-59 Gorzów Wielkopolski e Alfa Gorzów Wielkopolski, tênis de mesa − ZKS Drzonków-Zielona Góra e Gorzovia Gorzów Wielkopolski. Além disso, existem clubes de: handebol, canoagem, remo, natação, atletismo, artes marciais, ginástica acrobática, tênis, futebol americano, rugby, floorball, ciclismo, tiro com arco, esportes de tiro, xadrez, hipismo, golfe, speedrowing, mini speedway e um aeroclube.

## Mídia
As maiores mídias regionais são:
- TVP3 Gorzów Wielkopolski - com sede em Gorzów Wielkopolski e equipe editorial externa em Zielona Góra
- Rádio Zachód - sede em Zielona Góra e filial em Gorzów Wielkopolski
- Gazeta Lubuska - sede em Zielona Góra e filial em Gorzów Wielkopolski
- Gazeta Wyborcza - filiais em Zielona Góra e Gorzów Wielkopolski